# 1. FC Magdeburg
Der 1. Fußballclub Magdeburg e. V., kurz 1. FC Magdeburg, 1. FCM oder FCM, ist ein Fußballverein aus Magdeburg, der Landeshauptstadt von Sachsen-Anhalt. Er wurde am 22. Dezember 1965 durch die Ausgliederung der Fußballabteilung des SC Magdeburg gegründet und ist mit 15.225 Mitgliedern (Stand: 11. Juni 2025) der größte Sportverein in Sachsen-Anhalt. Der Club trägt seine Heimspiele seit Dezember 2006 in der Avnet Arena im Stadtteil Brückfeld aus. Die Vereinsfarben sind Blau und Weiß. Die Lizenzspielerabteilung wurde 2017 im Zuge der Professionalisierung in die 1. FC Magdeburg Spielbetriebs GmbH ausgegliedert, deren alleiniger Gesellschafter der eingetragene Verein (e. V.) ist. Nach der Verschmelzung des Magdeburger FFC in den FCM, stellt dieser seit der Saison 2024/25 zum ersten Mal in seiner Vereinsgeschichte auch eine Frauenfußballmannschaft.
Der 1. FC Magdeburg zählt zu den erfolgreichsten und populärsten Vereinen in der Geschichte des DDR-Fußballs und mit 72 Europapokalspielen sowie 30 Spielen im Intertoto Cup zu den prominentesten DDR-Fußballclubs in Europa. Der Verein spielte, mit Ausnahme der Saison 1966/67, von 1960 bis 1991 in der höchsten Spielklasse, der DDR-Oberliga und wurde dreimal Meister und gewann siebenmal den FDGB-Pokal. Am 8. Mai 1974 gewannen die Magdeburger unter Trainer Heinz Krügel den Europapokal der Pokalsieger und erreichten den größten Erfolg der Vereinsgeschichte. Außerdem stellte der Club regelmäßig Spieler an die Nationalmannschaft ab. Mit Joachim Streich spielte der beste Stürmer der DDR für den FCM.
Nach der deutschen Wiedervereinigung verpasste der Verein den Sprung in den bezahlten Fußball und spielte von 1991 bis 2015 überwiegend im regionalen Amateurbereich. Im Jahre 2002 meldete der Club die Insolvenz an. In den 2010er Jahren erfolgte der sportliche Aufschwung des 1. FC Magdeburg. Er stieg 2015 in die 3. Liga auf und etablierte sich in den folgenden Spielzeiten im Profifußball. Mit dem Aufstieg in die 2. Bundesliga erreichte der FCM 2018 und 2022 die größten sportlichen Erfolge seit der Wiedervereinigung. Dort konnte sich der Verein mittlerweile etablieren und erreichte in der Saison 2024/25 mit dem fünften Platz die beste Platzierung seit der Wende.

## Geschichte

### 1945 bis 1979: Die Anfänge: Von Sudenburg an Europas Spitze

#### 1945 bis 1965: Die Vorläufer und Vereinsgründung

Wappen SC Aufbau Magdeburg

| Liga     | Saison  | Platz | Punkte | Tore   | Zuschauer |
| -------- | ------- | ----- | ------ | ------ | --------- |
| LK SA    | 1949/50 | 3     | 29:15  | 83:34  | 06.743    |
| LK SA    | 1950/51 | 1     | 53:07  | 104:36 | 07.583    |
| Liga     | 1951/52 | 4     | 25:19  | 47:30  | 11.000    |
| Liga     | 1952/53 | 4     | 29:19  | 59:37  | 10.923    |
| Liga     | 1953/54 | 4     | 29:23  | 47:36  | 11.692    |
| Liga     | 1954/55 | 2     | 37:15  | 57:37  | 09.042    |
| Liga     | 1955    | 7     | 14:12  | 33:20  | 08.500    |
| Liga     | 1956    | 3     | 33:19  | 55:36  | 09.887    |
| Liga     | 1957    | 3     | 34:18  | 48:32  | 10.000    |
| Liga     | 1958    | 5     | 28:24  | 48:49  | 06.818    |
| Liga     | 1959    | 2     | 35:17  | 51:23  | 07.731    |
| Oberliga | 1960    | 07    | 27:25  | 47:59  | 13.250    |
| Oberliga | 1961/62 | 09    | 37:41  | 59:63  | 11.692    |
| Oberliga | 1962/63 | 11    | 23:29  | 44:46  | 09.308    |
| Oberliga | 1963/64 | 11    | 23:29  | 25:38  | 10.154    |
| Oberliga | 1964/65 | 07    | 25:27  | 35:35  | 09.231    |
| Oberliga | 1965/66 | 14    | 19:33  | 19:39  | 07.577    |

Die Stadt Magdeburg hat eine Fußballtradition, die bis zum Ende des 19. Jahrhunderts zurückreicht. Am 15. Juni 1896 wurde der Magdeburger FC Viktoria 1896 gegründet. Es folgten am 16. Juni 1897 der FuCC Cricket-Viktoria 1897 Magdeburg und am 9. Juli 1899 der Magdeburger F.C. Preussen. In der Zeit des Nationalsozialismus spielten der FC Viktoria und Cricket-Viktoria zeitweise in der Gauliga Mitte, eine der 16 höchsten Spielklassen. Nach dem Zweiten Weltkrieg wurden alle ostdeutschen Sportvereine auf Betreiben der sowjetischen Besatzungsmacht auf Grundlage der Direktive Nr. 23 des Alliierten Kontrollrats dauerhaft verboten. Zur Weiterführung von Wettkämpfen wurden zunächst auf regionaler Ebene einfach organisierte Sportgemeinschaften (SG) zugelassen. Als erste Vorläufer des 1. FC Magdeburg gründeten sich im Herbst 1945 die SG Sudenburg und die SG Lemsdorf, die sich im Mai 1949 zur SG Eintracht Sudenburg zusammenschlossen. Die SG Sudenburg beteiligte sich in der Saison 1947/48 an den Spielen des Fußballbezirks Magdeburg-Süd und belegte unter sieben Mannschaften den vierten Platz, der weder für die weiteren Qualifikationsrunden zur 1. Ostzonenmeisterschaft, noch für die ab 1948 eingerichtete Landesklasse Sachsen-Anhalt reichte. Erst in der Saison 1949/50 spielte die SG Eintracht Sudenburg in der Landesklasse, in der sie den dritten Platz belegte. Bis zu 12.000 Fans verfolgten die Spiele auf dem Sportplatz am Königsweg.
Nach Einführung der Betriebssportgemeinschaften (BSG) übernahm am 12. Juli 1950 die Maschinenfabrik Krupp-Gruson der Sowjetischen Maschinenbau AG (SAG) als Trägerbetrieb die SG Eintracht Sudenburg und nannte sie die BSG Krupp-Gruson Magdeburg um. Nach Umwandlung des Trägerbetriebes in einen Volkseigenen Betrieb (VEB) bekam der Verein 1951 den Namen BSG Stahl Magdeburg. 1951 wurde die Mannschaft Landesmeister und qualifizierte sich für die neue DDR-Liga. In der Saison 1951/52 erreichte Stahl Magdeburg in der Liga den vierten Platz. Nach Gründung der Sportvereinigung Motor, für den Gewerkschaftsbereich Maschinenbau, wurde der Verein am 15. Mai 1952 in die BSG Motor Mitte Magdeburg umbenannt. Entsprechend den Vorgaben musste eine breite Palette von Sportarten angeboten werden. Allerdings erreichte nur die Sektion Fußball eine überregionale Bedeutung. In den folgenden Jahren gab die BSG Motor Mitte Magdeburg den Aufstieg in die DDR-Oberliga als Saisonziel aus. Die Mannschaft entwickelte sich zu einem Spitzenteam, konnte das eigentliche Ziel aber lange Zeit nicht erreichen. Die Mannschaft spielte, unter den Trainern Johannes Manthey und Heinz Joerk, neun Jahre in der DDR-Liga.
Mitte der 1950er Jahre entwickelten die Sportvereinigungen ihre Sportclubs. 1955 wurde der SC Aufbau Magdeburg gegründet, der am 23. August 1957 die Sektion Fußball der BSG Motor Mitte übernahm. Auch im Sportclub bildete der Fußball nur eine von mehreren Sektionen. In der Saison 1959 schaffte der SC Aufbau unter Fritz Wittenbecher, den angestrebten Aufstieg in die höchste Spielklasse, der DDR-Oberliga. Dort reichte das Fassungsvermögen des Heinrich-Germer-Stadions nicht mehr aus, sodass die Spiele im Ernst-Grube-Stadion ausgetragen wurden. 35.000 Zuschauer beim Spiel gegen den ASK Vorwärts Berlin am 12. Juni 1960 bedeuteten für den SC Aufbau einen neuen Vereinsrekord. Drei Spieltage vor Saisonende sicherte sich die Mannschaft durch einen 3:0-Sieg gegen SC Lokomotive Leipzig vorzeitig den Klassenerhalt. Am Ende der Saison 1960 erreichte der SC Aufbau den siebten Platz. Als Schlüsselspieler der Gründungszeit galt Stürmer Günter Hirschmann, der von 1955 bis 1969 330 Punktspiele für den Verein absolvierte und 113 Tore erzielte. Nachdem der Club in der Saison 1961/62 den 9. Platz erreichte, wurde Wittenbecher durch Trainer Ernst Kümmel ersetzt. In den Spielzeiten 1962/63 und 1963/64 kämpfte die Mannschaft gegen den Abstieg. Trotzdem konnten die Magdeburger am 13. Juni 1964 den ersten Titel gewinnen. Im Dessauer Paul-Greifzu-Stadion gewann der SC Aufbau im Finale mit 3:2 gegen den SC Leipzig den FDGB-Pokal, welcher zur Teilnahme am Europapokal der Pokalsieger berechtigte. Joachim Walter und Herrmann Stöcker drehten für die Magdeburger das Spiel.
Als erster internationaler Gegner wurde Galatasaray Istanbul zugelost. Hin- und Rückspiel endeten jeweils 1:1. Daher wurde am 7. Oktober 1964 in Wien ein Entscheidungsspiel ausgetragen. Auch diese Partie ging mit 1:1 zu Ende. Per Münzwurf zog Istanbul in die nächste Runde ein. In der Liga erreichte der SC Aufbau in der Saison 1964/65 einen weiteren Mittelfeldplatz. Als erste Mannschaft des DDR-Fußballs konnten sie den FDGB-Pokal verteidigen. Am 8. Mai 1965 wurde im Berliner Friedrich-Ludwig-Jahn-Sportpark der SC Motor Jena mit 2:1 bezwungen. Wie im Vorjahr drehte die Mannschaft von Ernst Kümmel nach Rückstand das Finale und gewann den zweiten Titel der Vereinsgeschichte. Ende Juli 1965 wurde anlässlich des 10. Geburtstags des Sportclubs das Wort Aufbau aus dem bisherigen Namen gestrichen und die Fußballer traten bis zur erneuten Umbenennung im darauffolgenden Winter als SC Magdeburg in Oberliga, Pokal und EC an.
Im Jahre 1965 beschloss die DDR-Sportführung, den Fußballsport intensiver zu fördern, und veranlasste die Bildung von Fußballclubs durch Ausgliederung der erfolgreichsten Fußballsektionen aus den bestehenden Sportvereinen. Am 22. Dezember 1965 wurde der 1. FC Magdeburg im Magdeburger Ernst-Thälmann-Klubhaus gegründet. Der FCM gilt als erster Fußballclub des DDR-Fußballs. Heute erinnert eine Gedenkplakette am AMO Kultur- und Kongreßhaus an die Gründung des Vereins. Für die Magdeburger endete die erste Spielzeit 1965/66 mit dem Abstieg in die DDR-Liga. Trainer Ernst Kümmel wurde im Februar 1966 von Günter Weitkuhn abgelöst, der den Sturz in die Zweitklassigkeit allerdings nicht mehr verhindern konnte. Im Europapokal erreichte der FCM in der Saison 1965/66, nach einem 8:1-Sieg über den FC Sion am 17. November 1965, dem höchsten Sieg seiner Europapokal-Geschichte, das Viertelfinale. Dort setzte sich Titelverteidiger West Ham United mit 1:0 und 1:1 durch.

#### 1965 bis 1971: Aufschwung unter Heinz Krügel
| Liga     | Saison  | Platz | Punkte | Tore  | Zuschauer |
| -------- | ------- | ----- | ------ | ----- | --------- |
| Liga     | 1966/67 | 1     | 44:16  | 78:19 | 10.320    |
| Oberliga | 1967/68 | 3     | 33:19  | 43:38 | 13.962    |
| Oberliga | 1968/69 | 3     | 31:21  | 43:41 | 14.231    |
| Oberliga | 1969/70 | 8     | 24:28  | 37:37 | 11.269    |
| Oberliga | 1970/71 | 4     | 27:25  | 37:38 | 09.808    |

Nach dem Abstieg übernahm der ehemalige Trainer der DDR-Nationalmannschaft Heinz Krügel das Traineramt. Über die gesamte Saison 1966/67 gab es ein Kopf-an-Kopf-Rennen mit der BSG Post Neubrandenburg. Erst am letzten Spieltag fiel die Entscheidung um den Aufstieg im direkten Duell. Mit einem 1:1-Unentschieden besiegelte die Mannschaft die Rückkehr in die DDR-Oberliga.
Der Aufsteiger erreichte in der Spielzeit 1967/68 den dritten Platz. Damit kehrte der Verein auf die internationale Bühne zurück. Im Intertoto-Cup 1968 traf der FCM auf OKS Odra Opole, Jednota Trenčín und Hvidovre Kopenhagen. In der folgenden Saison 1968/69 hatte die Mannschaft bis zum letzten Spieltag die Chance auf den ersten Meistertitel. Nach zwei Niederlagen an den letzten beiden Spieltagen belegte der Club in der Endabrechnung den dritten Platz. Nach Siegen über die ASG Vorwärts Neubrandenburg, BSG Sachsenring Zwickau, BSG Chemie Leipzig und dem BFC Dynamo erreichte der 1. FC Magdeburg erneut das Finale im FDGB-Pokal. Vor 20.000 Zuschauern im Dresdener Rudolf-Harbig-Stadion gewann das Team am 1. Juni 1969, nach zwei Treffern von Jörg Ohm und weiteren Toren von Joachim Walter und Jürgen Sparwasser, gegen den FC Karl-Marx-Stadt nach einer überzeugenden Leistung mit 4:0 und feierte den dritten Pokalsieg der Vereinsgeschichte.
In der Saison 1969/70 schaltete die Mannschaft in der ersten Runde im Europapokal der Pokalsieger MTK Budapest aus. In der zweiten Runde scheiterte die Krügel-Elf an Academica Coimbra aus Portugal. In der Oberliga knüpften die Magdeburger nicht an die starken Leistungen der Vorjahre an. Die Spielzeit 1970/71, die mit dem vierten Platz beendet wurde, nutzte der Verein zur weiteren Verjüngung der Mannschaft. Mit Beginn der 1970er Jahre änderten sich die Machtverhältnisse in der DDR-Oberliga. Der 1. FC Magdeburg und sein größter Rivale, die SG Dynamo Dresden, dominierten den DDR-Fußball. Seine bisher größten Erfolge hat der Club vor allem seinem Trainer Heinz Krügel zu verdanken, unter dessen Regie der Verein zwischen 1966 und 1976 neun DDR-Nationalspieler hervorbrachte, von denen es mit Martin Hoffmann, Jürgen Pommerenke, Wolfgang Seguin und Jürgen Sparwasser, vier Spieler ins Aufgebot für die Fußball-Weltmeisterschaft 1974 schafften. Der Platz vor der MDCC-Arena trägt heute den Namen Heinz-Krügel-Platz. Außerdem ist ihm, seit dem 17. August 2014, ein von den Fans finanziertes Denkmal gewidmet.

#### 1971 bis 1979: Die goldene Ära: Meisterschaften und Europapokalsieg
| Liga     | Saison  | Platz | Punkte | Tore  | Zuschauer |
| -------- | ------- | ----- | ------ | ----- | --------- |
| Oberliga | 1971/72 | 1     | 38:14  | 48:23 | 22.231    |
| Oberliga | 1972/73 | 3     | 34:18  | 50:28 | 12.231    |
| Oberliga | 1973/74 | 1     | 39:13  | 50:27 | 16.154    |
| Oberliga | 1974/75 | 1     | 41:11  | 57:28 | 22.923    |
| Oberliga | 1975/76 | 3     | 36:16  | 59:33 | 19.115    |
| Oberliga | 1976/77 | 2     | 34:18  | 47:28 | 16.154    |
| Oberliga | 1977/78 | 2     | 38:14  | 52:17 | 14.115    |
| Oberliga | 1978/79 | 4     | 33:19  | 63:32 | 12.692    |

Die erfolgreichsten Jahre des Magdeburger Fußballs begannen in der Saison 1971/72, als man angeführt von Mannschaftskapitän Manfred Zapf, mit der zu diesem Zeitpunkt jüngsten Mannschaft, zum ersten Mal den DDR-Meistertitel erreichte, wodurch sich der FCM für den Europapokal der Landesmeister qualifizierte. Höhepunkte der Spielzeit waren der 2:1-Heimsieg gegen Dynamo Dresden vor 38.000 Zuschauern im Rahmen der Flutlichteinweihung des Ernst-Grube-Stadions am 7. Januar 1972 und ein 5:0-Sieg gegen den FC Carl Zeiss Jena vor 45.000 Zuschauern am 3. März 1972. Mit einem Schnitt von 22.231 Zuschauern pro Heimspiel stellte der 1. FC Magdeburg außerdem einen neuen Rekord auf.
In der Saison 1972/73 erreichte der FCM in der Oberliga den dritten Platz. Im Europapokal der Landesmeister erreichte die Mannschaft nach zwei klaren Siegen über den finnischen Meister Turku PS das Achtelfinale. Dort traf der Club auf den italienischen Meister Juventus Turin. Zwei 0:1-Niederlagen bedeuteten jedoch das Aus für die Magdeburger. Allerdings blieben sie nicht ohne Titel. Über die Stationen BSG Motor Babelsberg, SG Dynamo Schwerin, Hansa Rostock und FC Rot-Weiß Erfurt zog die Krügel-Elf zum vierten Mal in das FDGB-Pokalfinale ein. Gegner am 1. Mai 1973 im Dessauer Paul-Greifzu-Stadion war der 1. FC Lokomotive Leipzig. Die Mannschaft gewann das Spiel vor 30.000 Zuschauern mit 3:2. Jürgen Sparwasser führte den FCM mit seinem Treffer in der 86. Spielminute zum vierten Pokalerfolg.
Die Saison 1973/74 gilt bis heute als die erfolgreichste der Vereinsgeschichte. Nachdem der 1. FC Magdeburg zur Winterpause mit drei Niederlagen auf dem zweiten Platz stand, blieb er in der Rückrunde unbesiegt. In der Schlussphase der Meisterschaft trafen an den letzten drei Spieltagen die direkten Konkurrenten Magdeburg, Jena und Dresden jeweils direkt aufeinander. Die Mannschaft, die mit einem Durchschnittsalter von 22,3 Jahren die jüngste Meistermannschaft in der Geschichte der DDR-Oberliga war, musste ihre Duelle auswärts bestreiten und gewann beide Spiele mit 2:1 (Jena) und 1:0 (Dresden). Nach dem Gewinn des zweiten Meistertitels stand am 8. Mai 1974 noch das Finale im Europapokals der Pokalsieger auf dem Programm. Auf dem Weg ins Endspiel schaltete der Club zunächst NAC Breda, Baník Ostrava, Beroe Stara Sagora und im Halbfinale den portugiesischen Meister Sporting Lissabon aus. Im Finale im Rotterdamer De Kuip siegte der 1. FC Magdeburg, vor der für Endspiele ungewöhnlichen Minuskulisse von nur 4644 Zuschauern, gegen den von Trainer Giovanni Trapattoni betreuten Titelverteidiger AC Mailand, nach Toren von Enrico Lanzi (Eigentor) und Wolfgang Seguin mit 2:0. Der Club wurde zum einzigen Fußballclub der DDR, dem es gelang, einen Europapokal zu gewinnen. Außerdem ist der FCM bis heute, zusammen mit den Lisbon Lions von Celtic Glasgow, der einzige Verein in der europäischen Fußballgeschichte, der den Pokal mit einer komplett lokalen Mannschaft erringen konnte. Dabei war die Tatsache, dass sämtliche Spieler ausschließlich aus dem Bezirk Magdeburg stammten, selbst für den DDR-Fußball ungewöhnlich. Der 1. FC Magdeburg ist bis heute neben dem FC Bayern München, Hamburger SV, Borussia Dortmund, Borussia Mönchengladbach, Eintracht Frankfurt, Bayer 04 Leverkusen, Werder Bremen und FC Schalke 04 einer von neun deutschen Clubs, die einen Europapokal gewinnen konnten (Stand Mai 2022).
Die Teilnahme am Europäischen Supercup gegen den Sieger des Europapokal der Landesmeister FC Bayern München wurde dem 1. FC Magdeburg vom Fußballverband der DDR nicht gestattet. Der Zufall sorgte dafür, dass das Spiel im Achtelfinale des Europapokals der Landesmeister 1974/75 „nachgeholt“ wurde. Im Hinspiel im Münchner Olympiastadion führte Magdeburg zur Halbzeit mit 2:0. In der zweiten Halbzeit drehte der FC Bayern durch Tore von Gerd Müller das Spiel und gewann am Ende mit 3:2. Nach der 1:2-Niederlage im Rückspiel war der FCM ausgeschieden. Dennoch holte das Team in der Saison 1974/75 einen weiteren Titel an die Elbe. Die Magdeburger Heimbilanz von elf Siegen und zwei Unentschieden legte den Grundstein für den dritten und letzten Meistertitel. Bereits am vorletzten Spieltag sicherte sich die Mannschaft die erneute Meisterschaft vor Carl Zeiss Jena und Dynamo Dresden.

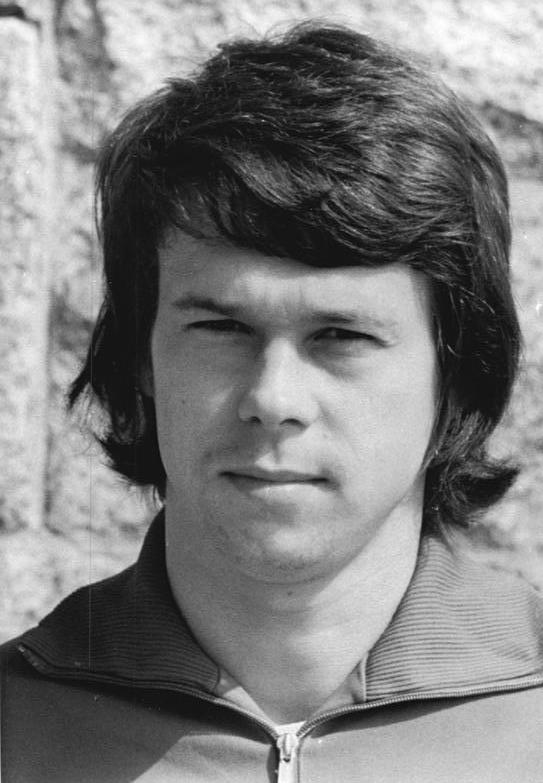
Jürgen Sparwasser

Auch die dritte Teilnahme am Europapokal der Landesmeister war nur von kurzer Dauer. In der ersten Runde 1975/76 kam es zum Duell mit dem schwedischen Meister Malmö FF. Nach einer 1:2-Niederlage in Malmö, folgte ein 2:1-Heimerfolg, sodass ein Elfmeterschießen den Sieger ermitteln musste. Obwohl die Schweden nur zweimal vom Punkt trafen, zogen sie dennoch in die nächste Runde ein, da von den fünf Magdeburger Schützen einzig Wolfgang Steinbach traf. In der Oberliga verpasste der FCM in der Saison 1975/76 die abermalige Titelverteidigung und erreichte mit dem dritten Platz die Qualifikation für den UEFA-Pokal.
Im Jahre 1976 endete die erfolgreiche Trainerkarriere von Heinz Krügel, nachdem er auf Druck verschiedener SED-Funktionäre wegen politischer Unzuverlässigkeit abgelöst wurde. Er lehnte unter anderem 1974 im Europapokalspiel gegen Bayern München eine Abhöraktion gegen Trainer Udo Lattek ab. Krügel erhielt daraufhin ein Berufsverbot und wurde erst nach der Wiedervereinigung vom DFB rehabilitiert. Sein Nachfolger wurde Klaus Urbanczyk. In seiner ersten Saison 1976/77 führte er die Mannschaft nach Erfolgen über den AC Cesena, Dinamo Zagreb und Videoton Székesfehérvár ins Viertelfinale des UEFA-Pokals. Wie bereits fünf Jahre zuvor war der spätere Sieger Juventus Turin zu stark für die ersatzgeschwächten Magdeburger. In der Oberliga erreichte die Mannschaft in der Spielzeit 1976/77 die Vizemeisterschaft und qualifizierte sich somit erneut für den UEFA-Pokal-Wettbewerb.
In der Saison 1977/78 bezwangen die Magdeburger in zwei UEFA-Pokal-Spielen den Bundesliga-Tabellenführer FC Schalke 04 mit 4:2 und 3:1. Damit ist der 1. FC Magdeburg der einzige Club, der Schalke im Europapokal im heimischen Parkstadion eine Niederlage zufügen konnte. Im Viertelfinale schied die Mannschaft gegen den späteren Sieger PSV Eindhoven aus, wobei die Niederländer das Duell erst in der vorletzten Minute des Rückspiels für sich entscheiden konnten. In der Oberliga erreichte die Mannschaft in der Saison 1977/78 erneut den zweiten Platz. Höhepunkt war der fünfte Triumph im FDGB-Pokal. Durch ein Kopfballtor in der 8. Spielminute von Kapitän Manfred Zapf bezwang der Club den späteren Meister Dynamo Dresden im Berliner Stadion der Weltjugend mit 1:0.
Nach dem Pokalsieg traten die Magdeburger wieder im Europapokal der Pokalsieger an und schieden im Viertelfinale 1978/79 gegen Banik Ostrava aus. Im FDGB-Pokal 1978/79 konnte der Titel verteidigt werden. Ein Tor von Wolfgang Seguin in der 101. Minute bedeutete einen 1:0-Sieg über den späteren Meister BFC Dynamo. Mit dem sechsten Pokalerfolg war der Ruf des 1. FC Magdeburg als Pokalmannschaft besiegelt. In der Oberliga blieb der FCM erstmals seit 1972 ohne Medaille und wurde am Ende der Saison 1978/79 Vierter. Anschließend beendeten mit Zapf und Sparwasser zwei wichtige Stammspieler der 1970er Jahre ihre Karrieren.

### 1979 bis 2002: Der Absturz: Von der DDR-Spitze in den Amateurfußball

#### 1979 bis 1988: Mittelmaß und Diego Maradona
| Liga     | Saison  | Platz | Punkte | Tore  | Zuschauer |
| -------- | ------- | ----- | ------ | ----- | --------- |
| Oberliga | 1979/80 | 4     | 30:22  | 45:37 | 12.807    |
| Oberliga | 1980/81 | 3     | 34:18  | 58:35 | 13.654    |
| Oberliga | 1981/82 | 6     | 32:20  | 49:42 | 12.923    |
| Oberliga | 1982/83 | 6     | 29:23  | 52:32 | 14.615    |
| Oberliga | 1983/84 | 5     | 32:20  | 56:33 | 12.769    |
| Oberliga | 1984/85 | 5     | 31:21  | 53:35 | 09.269    |
| Oberliga | 1985/86 | 4     | 29:23  | 39:33 | 08.231    |
| Oberliga | 1986/87 | 5     | 28:24  | 42:32 | 11.000    |
| Oberliga | 1987/88 | 7     | 25:27  | 34:33 | 10.077    |
| Oberliga | 1988/89 | 6     | 28:24  | 35:30 | 06.615    |

In der Saison 1979/80 erreichte der FCM in der Oberliga den vierten Platz. Im FDGB-Pokal 1979/80 schied der Club bereits im Achtelfinale aus und im Europapokal der Pokalsieger 1979/80 war gegen den FC Arsenal London in der zweiten Runde Endstation. Nach einer 1:2-Niederlage vor 34.375 Zuschauern im Londoner Highbury, schieden die Magdeburger am 7. November 1979, nach einem 2:2-Unentschieden im Rückspiel, gegen die Engländer aus. Dirk Stahmann erzielte das hundertste Tor in der Europapokal-Geschichte des 1. FC Magdeburg.
Abgesehen vom dritten Platz in der Saison 1980/81 blieben in den 1980er Jahren die großen Erfolge in der DDR-Oberliga aus. In den Spielzeiten 1981/82 und 1982/83 belegte der 1. FC Magdeburg jeweils den sechsten Platz. 1981 schied der Verein im UEFA-Pokal 1980/81 gegen das italienische Spitzenteam Torino Calcio aus. In der Saison 1981/82 besiegelte Lothar Matthäus das Aus gegen Borussia Mönchengladbach. Trainer Klaus Urbanczyk wurde im April 1982 durch Claus Kreul ersetzt.

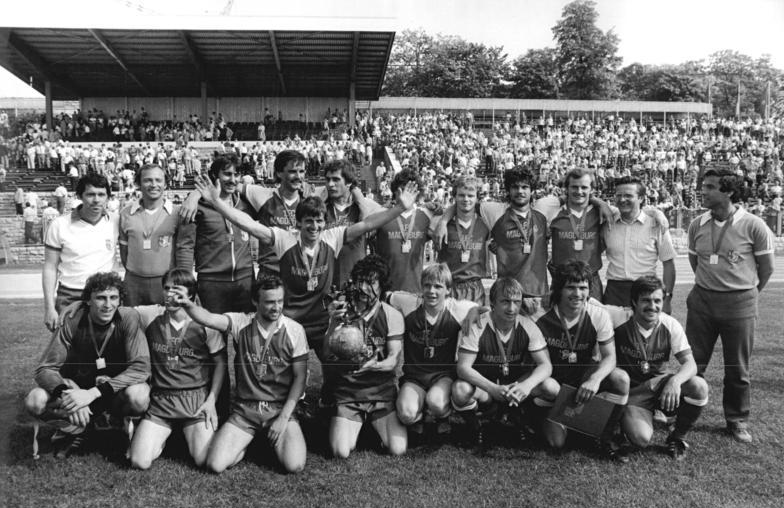
Mannschaftsfoto FDGB-Pokal 1983

Am 4. Juni 1983 konnte der Verein zum siebten und letzten Mal den FDGB-Pokal gewinnen. Im Stadion der Weltjugend traf der FCM auf den FC Karl-Marx-Stadt und gewann das Spiel mit 4:0. Etwa 25.000 Fans begleiteten die Mannschaft nach Berlin. Der Verein stellte damit einen Rekord an Auswärtsfahrern auf. Der Pokalsieg bescherte dem Club noch einmal ein großes Spiel im Europapokal der Pokalsieger. In der Saison 1983/84 traf der 1. FC Magdeburg auf das europäische Topteam FC Barcelona. Rund 70.000 Karten hätte der Verein für das Hinspiel verkaufen können. Die 32.000 Zuschauer im ausverkauften Ernst-Grube-Stadion sahen dann, dass der 1. FCM mit den großen Vereinen in Europa nicht mehr mithalten konnte. Angetrieben von Bernd Schuster und einem mit drei Toren überragenden Diego Maradona gewannen die Katalanen mit 5:1. Das Rückspiel verloren die Magdeburger mit 0:2. Die Mannschaft verlor Mitte der 1980er Jahre den Anschluss an die Spitzenteams der DDR-Oberliga. In den Spielzeiten 1983/84 und 1984/85 wurde jeweils der fünfte Platz erreicht. Die ausbleibenden Erfolge schlugen sich auch in den Zuschauerzahlen nieder. Der Schnitt lag Mitte der 1980er Jahre bei etwa 10.000 Zuschauern pro Heimspiel. 1985 beendete Joachim Streich seine Karriere und wurde anschließend, auf Drängen der Vereinsführung, neuer Trainer des 1. FC Magdeburg. Er ist mit 223 Toren in 313 Pflichtspielen Rekordtorschütze des Vereins.
Die Saison 1985/86 beendeten die Magdeburger in der Oberliga auf dem vierten Platz und qualifizierten sich für den UEFA-Pokal. Dort schied das Team in der Saison 1986/87 bereits in der ersten Runde gegen Athletico Bilbao aus. Streich setzte anschließend die Verjüngerung der Mannschaft fort und holte hoffnungsvolle Talente wie Stefan Minkwitz, René Schneider, Dirk Schuster und Markus Wuckel in den Kader. Die junge Mannschaft hatte in den folgenden Jahren allerdings keine sportlichen Erfolge mehr vorzuweisen. Der siebte Platz in der Saison 1987/88 war die schlechteste Platzierung seit 1970. Auch im FDGB-Pokal wurden keine Erfolge mehr erzielt.

#### 1989 bis 1995: Wendezeit und Niedergang
| Liga     | Saison  | Platz | Punkte | Tore  | Zuschauer |
| -------- | ------- | ----- | ------ | ----- | --------- |
| Oberliga | 1989/90 | 03    | 34:18  | 39:22 | 8.577     |
| Oberliga | 1990/91 | 10    | 26:26  | 34:32 | 3.392     |
| Oberliga | 1991/92 | 02    | 56:20  | 96:41 | .0926     |
| Oberliga | 1992/93 | 08    | 34:30  | 57:59 | .0600     |
| Oberliga | 1993/94 | 07    | 36:24  | 57:47 | 1.017     |
| Oberliga | 1994/95 | 12    | 25:35  | 50:53 | .0444     |

In der Saison 1989/90 spielte der FCM noch einmal um die Meisterschaft mit. Am letzten Spieltag trat das Team beim direkten Konkurrenten FC Karl-Marx-Stadt an. Der Club verlor das Spiel mit 0:1 und beendete die Spielzeit auf den dritten Platz. In der Saison 1990/91 nahm der 1. FC Magdeburg vorerst zum letzten Mal an einem internationalen Wettbewerb teil. Im UEFA-Pokal traf der Verein auf den finnischen Vertreter Rovaniemi PS. Gegen diesen Gegner erzielte Heiko Laeßig am 2. Oktober 1990, dem Tag vor der deutschen Wiedervereinigung, das letzte Tor im Europapokal. In der zweiten Runde verabschiedete sich der FCM mit zwei 0:1-Niederlagen gegen Girondins Bordeaux von der internationalen Bühne. Am 6. November 1990 nutzten mehr als 600 Fans die Reisefreiheit und unterstützten den 1. FC Magdeburg im letzten Europapokalspiel im Stade du Parc Lescure.

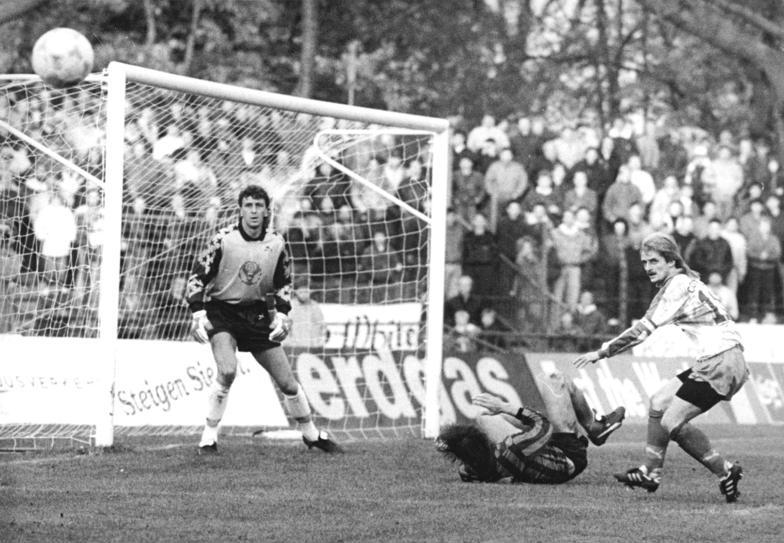
Dirk Heyne (im Tor) am 3. November 1990

Die Hoffnungen waren groß, dass dem 1. FC Magdeburg in der letzten Spielzeit des DDR-Fußballs, 1990/91, die Qualifikation für die Bundesliga oder 2. Bundesliga gelingt. Doch die Abgänge von Trainer Joachim Streich zu Eintracht Braunschweig und verschiedener Leistungsträger, wie Torwart Dirk Heyne oder Verteidiger Dirk Schuster, zu westdeutschen Vereinen konnte nicht kompensiert werden. Außerdem leistete sich die Vereinsführung schwerwiegende Managementfehler. Der 1. FCM beendete die Saison auf dem zehnten Platz. In der anschließenden Qualifikationsrunde zur 2. Bundesliga konnte die Mannschaft keinen Sieg einfahren. Der 1. FC Magdeburg musste ab der Saison 1991/92 in der drittklassigen Oberliga Nordost-Mitte spielen. Der Verein stürzte in den Amateurfußball ab. Nach dem Niedergang verließen Präsident Uwe Boegelsack, der mittlerweile als Sportdirektor tätige Heinz Krügel, Trainer Siegmund Mewes und Co-Trainer Martin Hoffmann den Club. Joachim Streich kehrte als Trainer zurück. In der neuen Spielzeit lieferte sich der 1. FC Magdeburg lange Zeit ein Kopf-an-Kopf-Rennen um die Meisterschaft mit dem 1. FC Union Berlin. Am Ende wurde die Mannschaft mit 13 Punkten Rückstand Zweiter und verpasste den Aufstieg in die 2. Bundesliga. Dadurch wurde die Teilnahme an der Amateurmeisterschaft 1992 möglich, bei der das Team den letzten Platz belegte. Joachim Streich wurde noch vor Saisonende von Vereinspräsident Erwin Bugar freigestellt und durch Trainer Wolfgang Grobe ersetzt, der das Saisonziel mit dem FCM auch nicht erreichen konnte.
Die Saison 1992/93 beendete die Mannschaft unter Trainer Jürgen Pommerenke auf dem achten Platz. Am 5. Juni 1993 gewann der Verein erstmals den Sachsen-Anhalt-Pokal. Im Hettstedter Sportpark am Walzwerkhölzchen siegte der Club gegen den Halleschen FC mit 3:2. Damit durfte der 1. FC Magdeburg am DFB-Pokal 1993/94 teilnehmen. Nach einem Freilos in der ersten Hauptrunde war Zweitligist Wuppertaler SV zu Gast an der Elbe. Die Mannschaft gewann im Elfmeterschießen mit 8:7 und empfing in der dritten Runde Titelverteidiger Bayer 04 Leverkusen. Der Bundesligist siegte, im für lange Zeit zum letzten Mal ausverkauften Ernst-Grube-Stadion, mit 5:1. In der Liga verfehlten die Magdeburger, aufgrund des schlechteren Torverhältnis gegenüber Hertha 03 Zehlendorf, am Ende der Saison 1993/94 die Qualifikation zur neuen viergleisigen Regionalliga. Damit spielte der FCM ab der Saison 1994/95 in der viertklassigen Oberliga Nordost-Nord. Diese Saison stellte für den 1. FC Magdeburg den vorläufigen Tiefpunkt dar. Sportlich wurde der Abstieg in die Verbandsliga Sachsen-Anhalt nur knapp abgewendet. Erst am letzten Spieltag gelang der Klassenerhalt durch einen 5:2-Sieg beim SV Preußen Berlin. Auch das Zuschauerinteresse ging zurück. Der Schnitt lag nur bei 444 Zuschauern pro Spiel.

#### 1995 bis 2002: Aufstiege, Viertelfinale im DFB-Pokal und Insolvenz
| Liga         | Saison  | Platz | Punkte | Tore   | Zuschauer |
| ------------ | ------- | ----- | ------ | ------ | --------- |
| Oberliga     | 1995/96 | 09    | 40     | 46:59  | .0608     |
| Oberliga     | 1996/97 | 01    | 63     | 63:20  | 3.457     |
| Regionalliga | 1997/98 | 12    | 39     | 60:65  | 2.344     |
| Regionalliga | 1998/99 | 03    | 64     | 55:35  | 2.270     |
| Regionalliga | 1999/00 | 10    | 47     | 64:44  | 2.367     |
| Oberliga     | 2000/01 | 01    | 82     | 120:30 | 2.865     |
| Regionalliga | 2001/02 | 12    | 43     | 54:54  | 4.669     |

Der Club wechselte nach der Spielzeit 1995/96 in die Süd-Staffel der Oberliga-Nordost. Präsident Eckhard Meyer und Manager Hans-Dieter Schmidt, welcher im September 1996 zusätzlich das Traineramt vom freigestellten Karl Herdle übernahm, bauten eine schlagkräftige Mannschaft auf und verpflichteten gestandene Profis wie Frank Lieberam. Außerdem setzte der Verein auf Talente aus dem eigenen Nachwuchsbereich. So erhielten unter anderem die Spieler Sebastian Hähnge, Christian Lenze, Marcel Maltritz und Jan Sandmann einen Vertrag für die erste Mannschaft. Der 1. FC Magdeburg stieg in der Saison 1996/97 als Staffelsieger, vor dem Dresdner SC, in die Regionalliga Nordost auf. Saisonhöhepunkte waren die Partien gegen den Stadtrivalen SV Fortuna Magdeburg und die entscheidende Begegnung um die Meisterschaft am 25. Mai 1997 gegen den FSV Hoyerswerda.

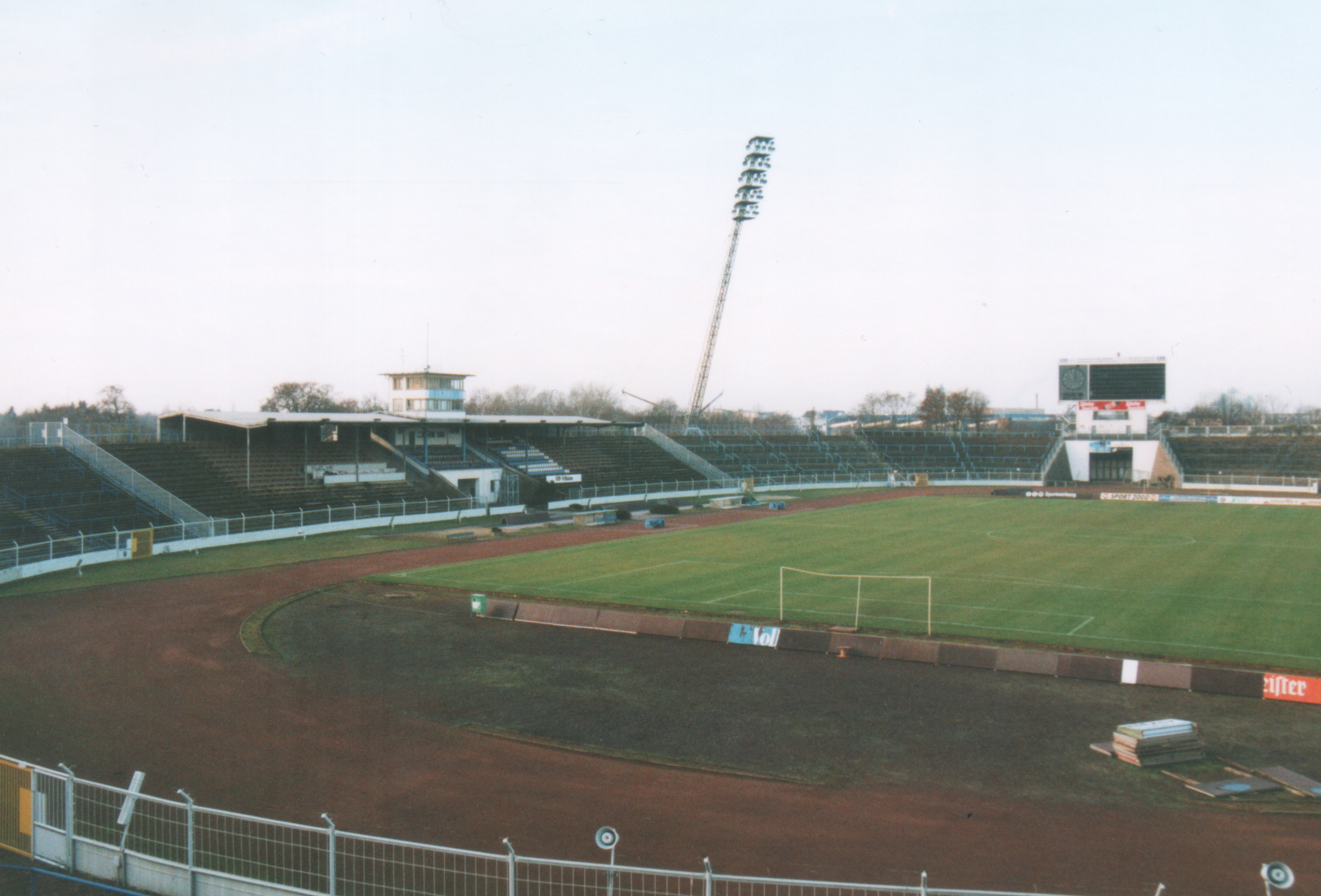
Ernst-Grube Stadion

Der 1. FC Magdeburg schaffte in der Spielzeit 1997/98 den Klassenerhalt und gewann zum zweiten Mal den Landespokal. Im Finale am 30. Mai 1998 wurde der FSV Lok Altmark Stendal mit 4:1 besiegt. In der Saison 1998/99 spielte die Mannschaft, um Winter-Neuzugang Bodo Schmidt, lange Zeit um den Aufstieg in die 2. Bundesliga. Am Ende erreichte man den dritten Platz. In der folgenden Spielzeit 1999/2000 belegte der FCM in der Abschlusstabelle den zehnten Platz. Trainer Schmidt wurde am 15. November 1999 entlassen und durch Jürgen Görlitz als Interimstrainer ersetzt. Aber auch der neue Trainer verpasste die Qualifikation für die neue zweigleisige Regionalliga. Aufgrund einer Liga-Reform musste der 1. FC Magdeburg erneut in der viertklassigen Oberliga Nordost-Süd antreten. Am 1. Juni 2000 konnte der Verein zum dritten Mal den Landespokal gewinnen. Nachdem die Erste bereits ausgeschieden war, siegte im Endspiel die zweite Mannschaft gegen den VfL Halle 1896 mit 3:2.
Am 1. Juli 2000 wurde der ehemalige Nationalspieler Eberhard Vogel Trainer des 1. FC Magdeburg. Im DFB-Pokal 2000/01 sorgte er mit seiner Mannschaft für Furore. In der ersten Runde wurde Bundesligist 1. FC Köln mit 5:2 bezwungen. In der zweiten Runde schaltete der Verein am 1. November 2000 den FC Bayern München im Elfmeterschießen aus. Im Achtelfinale gewannen die Magdeburger gegen den Zweitligisten Karlsruher SC 5:3 nach Verlängerung. Erst im Viertelfinale scheiterte die Vogel-Elf am späteren Pokalsieger FC Schalke 04 mit 0:1. In der Liga erzielte die Mannschaft, um das Sturm-Duo Josef Ivanović und Vlado Papić, in der Saison 2000/01 120 Tore und wurde Staffelsieger vor dem VfB Leipzig. In den Relegationsspielen trat der Club gegen den Sieger der Nord-Staffel BFC Dynamo an. Das Hinspiel im Sportforum Hohenschönhausen endete am 2. Juni 2001 0:0. Im Rückspiel am 9. Juni 2001 gewann der 1. FC Magdeburg vor 20.600 Zuschauern mit 5:2 und stieg sportlich in die Regionalliga Nord auf. Allerdings war der Aufstieg wirtschaftlich nicht abgesichert.
Der Club befand sich seit Ende der 1990er Jahre in finanziellen Schwierigkeiten. Im September 1999 stieg die Kinowelt AG unter der Führung von Michael Kölmel beim 1. FC Magdeburg ein. Der Unternehmer versuchte sich ab 1998 über seine Sportwelt Beteiligungs GmbH in der Vermarktung von Rundfunkübertragungsrechten im Fußballbereich. Die Sportwelt GmbH engagierte sich mit großem Aufwand bei tief gesunkenen Traditionsvereinen. Neben dem 1. FC Magdeburg haben auch der 1. FC Union Berlin, Borussia Mönchengladbach, Dynamo Dresden, Karlsruher SC, SV Waldhof Mannheim, Alemannia Aachen, Fortuna Düsseldorf, Rot-Weiss Essen, Eintracht Braunschweig, 1. FC Schweinfurt, FC Sachsen Leipzig, VfB Leipzig und Carl Zeiss Jena Kredite von der Sportwelt erhalten. Am 27. Februar 2000 wurde auf der Mitgliederversammlung des 1. FC Magdeburg bekannt, dass Präsident Eckhard Meyer hochdotierte Verträge mit dem ehemaligen Manager von Arminia Bielefeld Rüdiger Lamm und Trainer Ernst Middendorp geschlossen hat. Die Sportwelt legte allerdings ihr Veto gegen die Verpflichtungen ein. Den folgenden Rechtsstreit verlor der FCM. Lamm klagte auf eine Abfindung von 1,15 Millionen Mark, die der Club nicht bezahlen konnte. Daraufhin kam es zu einer Auseinandersetzung mit der Sportwelt, die für den finanziellen Schaden nicht aufkommen wollte. Dem Verein drohte im Herbst 2000 die Insolvenz und Löschung aus dem Vereinsregister. Am 3. September 2000 konnte die Finanzkrise zunächst beendet werden, nachdem sich der FCM mit Lamm auf eine Vertragsauflösung und Abfindung von 500.000 Mark einigte. Trotzdem zog Eckhard Meyer, nach massiven öffentlichen Druck, Konsequenzen und trat von seinem Posten zurück. Zum neuen Präsidenten wurde Lutz Trümper gewählt. Nach dem Aufstieg in die Regionalliga Nord gab der 1. FC Magdeburg bekannt, dass der Etat für die neue Spielzeit unzureichend gedeckt war, weshalb der DFB eine Bank-Bürgschaft von 4 Millionen Mark einforderte. Die Sportwelt kam für die fehlende Summe nicht auf. In einer zweitägigen Spendenaktion sammelten die Fans des 1. FC Magdeburg über eine Million Mark für die Rettung des Vereins, was die Stadtsparkasse Magdeburg und die DKB-Bank veranlasste für den restlichen Betrag zu bürgen. Der DFB erteilte den Magdeburgern daraufhin die Lizenz für die nächste Saison und der Club durfte in die Regionalliga aufsteigen.
In der Saison 2001/02 schaffte die Mannschaft nach der Entlassung von Eberhard Vogel, unter Trainer Joachim Steffens, den sportlichen Klassenerhalt. Trotzdem kam es zum vorläufigen Tiefpunkt der Vereinsgeschichte: Wie im Vorjahr stellte der DFB im Lizenzierungsverfahren Auflagen. Eine zweite sichere Finanzierung gelang dem Club nicht. Die Sportwelt GmbH ging 2002 in die Insolvenz und die vereinbarten Zahlungen blieben aus. Außerdem kämpfte der 1. FC Magdeburg mit langfristigen und hochdotierten Verträgen. Am 5. Juni 2002 meldete der Verein beim Amtsgericht Magdeburg Insolvenz an und der Club musste in die Oberliga Nordost absteigen.

### 2002 bis 2015: Die Tristesse: An der Schwelle zum Profifußball

#### 2002 bis 2009: Neuaufbau, Euphorie und Scheitern
| Liga         | Saison  | Platz | Punkte | Tore  | Zuschauer |
| ------------ | ------- | ----- | ------ | ----- | --------- |
| Oberliga     | 2002/03 | 10    | 42     | 36:47 | 2.370     |
| Oberliga     | 2003/04 | 03    | 62     | 51:16 | 2.836     |
| Oberliga     | 2004/05 | 05    | 58     | 59:33 | 1.727     |
| Oberliga     | 2005/06 | 01    | 67     | 62:17 | 3.244     |
| Regionalliga | 2006/07 | 03    | 60     | 52:41 | 08.064    |
| Regionalliga | 2007/08 | 11    | 53     | 39:37 | 11.800    |
| Regionalliga | 2008/09 | 04    | 59     | 50:36 | 08.626    |

Nach der Insolvenz verließen alle Spieler, außer die Torhüter Norman Becker und Jan Burmeister, Abwehrspieler Timm Kreibich, die Stürmer Hervé Brassart und Sebastian Prosovsky, sowie der neue Mannschaftskapitän Mario Kallnik, den Verein. Die zweite Mannschaft rückte aus der Verbandsliga auf, um in der Oberliga den Klassenerhalt zu schaffen. Martin Hoffmann trat seine zweite Amtszeit als Trainer an. Am 17. April 2003 wurde er nach neun Spielen ohne Sieg freigestellt. Am 23. April 2003 wurde Nachwuchstrainer Dirk Heyne zum Trainer der ersten Mannschaft befördert. Er führte den Club auf den zehnten Platz. Am 27. Mai 2003 gewann der 1. FCM, nach einem 2:0 über Lok Stendal, zum fünften Mal den Landespokal.
In den 2000er Jahren stand die finanzielle Sanierung des 1. FC Magdeburg im Vordergrund. Im Verein wurden neue Strukturen geschaffen. Der FCM setzte sich das Ziel, mittelfristig in der 2. Bundesliga zu spielen. Im Sommer 2004 beschloss der Stadtrat den Abriss des Ernst-Grube-Stadions und den Bau einer modernen Fußball-Arena. Dadurch musste der Club ab Februar 2005 seine Heimspiele im Heinrich-Germer-Stadion austragen. Die Mannschaft wurde in dieser Zeit von Dirk Heyne und ab dem 28. Juni 2005 vom neuen Manager Bernd Hofmann grundlegend erneuert. Der Rechtsanwalt Volker Rehboldt wurde bereits 2004 zum Präsidenten ernannt und vervollständigte das Führungsteam. Der FCM beendete die Saison 2003/04 in der Oberliga auf dem dritten Platz. Im DFB-Pokal 2003/04 scheiterte die Mannschaft in der ersten Runde am MSV Duisburg mit 3:4 im Elfmeterschießen. Die Saison 2004/05 wurde auf dem fünften Platz abgeschlossen. In der folgenden Spielzeit 2005/06 gelang dem Club der Aufstieg in die Regionalliga Nord. Ein 0:0-Unentschieden gegen den SV 1919 Grimma am 21. Mai 2006 reichte der Mannschaft für die Rückkehr in die Drittklassigkeit. Am 15. April 2006 konnte der Club zum sechsten Mal den Landespokal gewinnen. Im Finale im Schönebecker Sportforum an der Barbarastraße siegte der 1. FCM mit 1:0 durch ein Tor von Marcel Probst gegen Landesligist SV 09 Staßfurt.
Im DFB-Pokal 2006/07 unterlag das Team dem Zweitligisten SC Paderborn 07 mit 6:7 im Elfmeterschießen. In der Liga wollte der Aufsteiger in der Saison 2006/07 den Klassenerhalt schaffen. Die Hinrunde schloss der FCM auf dem achten Platz ab. Am 10. Dezember 2006 wurde die neue Fußball-Arena eröffnet. Die Einweihung wurde durch Franz Beckenbauer vorgenommen.  Das neue Stadion entfachte in Magdeburg eine Euphorie. Die Mannschaft legte in der Rückrunde eine Aufholjagd hin und griff in das Aufstiegsrennen ein. Es sah lange Zeit danach aus, als würde dem 1. FC Magdeburg, nach dem FC Gütersloh und FC Carl Zeiss Jena, als dritter Verein der Durchmarsch von der vierten in die zweite Liga gelingen. Obwohl drei Spieltage vor Saisonende der Vorsprung auf einen Nicht-Aufstiegsplatz fünf Punkte betragen hatte, wurde das Team am letzten Spieltag vom VfL Osnabrück abgefangen und belegte nur den dritten Platz. Die entscheidende Partie gegen den bereits feststehenden Aufsteiger FC St. Pauli am 2. Juni 2007 war mit über 25.000 Zuschauern das erste ausverkaufte Pflichtspiel im neuen Stadion. Im Sachsen-Anhalt-Pokal machte die zweite Mannschaft erneut das vorzeitige Ausscheiden der „Ersten“ wett und holte durch einen 3:0-Sieg gegen Preußen Magdeburg den siebten Titel.
Vor dem Start der neuen Regionalliga-Saison stand für den 1. FC Magdeburg die erste Runde im DFB-Pokal 2007/08 auf dem Programm. Bundesligist Borussia Dortmund war zu Gast an der Elbe und siegte mit 4:1. Die Vereinsführung gab für die Saison 2007/08 die Qualifikation zur neuen eingleisigen 3. Liga als Ziel aus. Der Abgang von Aleksandar Kotuljac konnte jedoch nicht kompensiert werden. Stürmer Eric Agyemang konnte die Erwartungen nicht erfüllen. Am 8. Dezember 2007 wurde Dirk Heyne von seinen Aufgaben entbunden. Die Mannschaft hatte zu diesem Zeitpunkt sechs Punkte Rückstand auf den zehnten Platz. Nur wenige Tage später wurde Paul Linz als neuer Trainer vorgestellt. Der FCM verstärkte sich in der Winterpause mit Steffen Baumgart und Najeh Braham. Trotzdem verpasste der Club den Sprung in den bezahlten Fußball. Die Mannschaft belegte in der Endabrechnung den elften Platz. Nur vier Tore fehlten, um an der punktgleichen Mannschaft von Eintracht Braunschweig vorbeizuziehen. Im Pokal erreichte der 1. FC Magdeburg das Endspiel gegen den Halleschen FC, dass am 14. Mai 2008 mit 3:4 im Elfmeterschießen verloren ging.
Die Mannschaft ging als Aufstiegsfavorit in die Saison 2008/09. Nach einem verpatzten Saisonstart mit drei Niederlagen in vier Spielen, startete der FCM und beendete die Hinrunde auf dem zweiten Platz. Zum Rückrundenstart gelang dem Team nur ein Sieg aus den ersten sechs Spielen und der Rückstand auf Tabellenführer Holstein Kiel wuchs auf zehn Punkte an. Am 31. März 2009 wurde Trainer Paul Linz freigestellt. Der frühere Spieler Steffen Baumgart übernahm das Team als verantwortlicher Übungsleiter. Er führte die Magdeburger noch auf einen enttäuschenden vierten Platz und in das Endspiel um den Sachsen-Anhalt-Pokal. In einer Neuauflage aus der letzten Spielzeit besiegte der 1. FC Magdeburg dieses Mal den Halleschen FC, vor knapp 13.000 Zuschauern durch ein Elfmeter-Tor von Cătălin Răcănel, mit 1:0.

#### 2009 bis 2012: Konzeptlosigkeit und Zuschauerrückgang
| Liga         | Saison  | Platz | Punkte | Tore  | Zuschauer |
| ------------ | ------- | ----- | ------ | ----- | --------- |
| Regionalliga | 2009/10 | 06    | 51     | 57:38 | 5.492     |
| Regionalliga | 2010/11 | 12    | 41     | 37:46 | 4.586     |
| Regionalliga | 2011/12 | 18    | 29     | 23:43 | 4.063     |

In der ersten Runde des DFB-Pokals 2009/10 traf der Club auf den Bundesliga-Absteiger FC Energie Cottbus und verlor die Partie mit 1:3. Am 11. November 2009 erklärte Manager Bernd Hofmann, nach internen Differenzen und mangelndem Rückhalt, seinen Rücktritt aus der Geschäftsführung. Die Hinrunde beendete die Mannschaft auf dem fünften Platz. Nach der Winterpause zeichnete sich ab, dass das Ziel, der Aufstieg in die 3. Liga, verfehlt wird. Daraufhin wurde am 23. März 2010 Trainer Steffen Baumgart und der sportliche Leiter Michael Richter entlassen. Der Leiter des Nachwuchsleistungszentrums Carsten Müller übernahm den FCM bis zum Ende der Saison 2009/10 und führte die Mannschaft auf den sechsten Platz. Im Landespokal scheiterte das Team bereits im Halbfinale am VfB Germania Halberstadt mit 0:1. Auch das Zuschauerinteresse ging deutlich zurück.

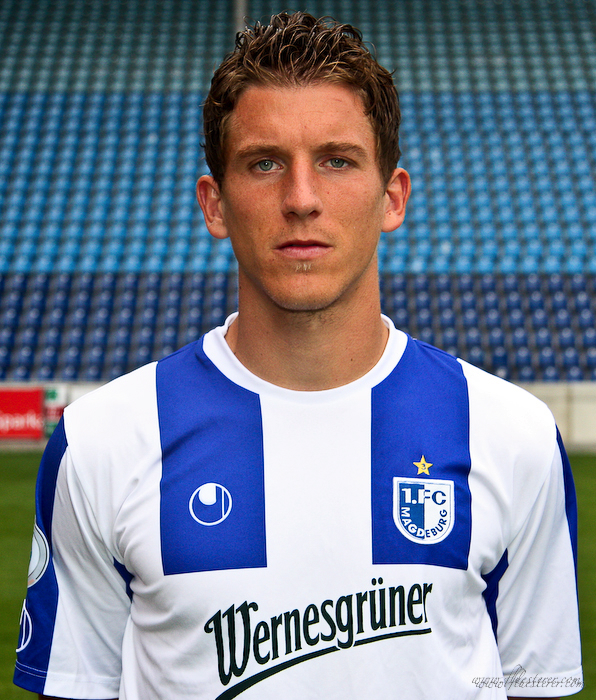
Kapitän Daniel Bauer (2010)

Nach zwei verpassten Aufstiegen kündigte das Präsidium einen personellen Umbruch für die Saison 2010/11 an. Ruud Kaiser wurde als neuer Trainer verpflichtet. Der Niederländer war der erste ausländische Trainer in der Vereinsgeschichte. Der Kader wurde erneuert. Der Saisonstart war erfolgreich: Die Mannschaft holte aus den ersten vier Spielen zehn Punkte und reiste am fünften Spieltag als Tabellenführer zum Spitzenspiel nach RB Leipzig. Anschließend brach der FCM jedoch ein und beendete die Hinrunde nach einer Niederlagenserie auf dem dreizehnten Platz. Bereits im Oktober 2010 trat das Vereinspräsidium um Volker Rehboldt geschlossen zurück. In der Rückrunde trat keine Verbesserung der sportlichen Situation ein und der Club geriet in akute Abstiegsgefahr. Im März 2011 wurde Ruud Kaiser von seinen Aufgaben freigestellt. Seine Nachfolge trat der bisherige Trainer der zweiten Mannschaft Wolfgang Sandhowe an. Der Klassenerhalt wurde durch eine Serie von vier Siegen in den letzten vier Partien sichergestellt. Im Sachsen-Anhalt-Pokal scheiterte der FCM im Halbfinale am Halleschen FC mit 0:1.
Die sportliche Krise konnte auch in der Saison 2011/12 nicht beendet werden. Der neue Präsident Peter Fechner verpflichtete, auf Empfehlung von Wolfgang Sandhowe, Detlef Ullrich als neuen Sportdirektor. Der Start in die neue Spielzeit war für die Mannschaft, mit nur einem Sieg aus den ersten zehn Spielen, misslungen. Sandhowe wurde am 25. Oktober 2011 von seinen Aufgaben entbunden. Co-Trainer Ronny Thielemann wurde zum Cheftrainer befördert. Der Negativtrend konnte jedoch nicht gestoppt werden. Am 26. März 2012 zog der Verein die Reißleine und degradierte Thielemann zum Co-Trainer von Detlef Ullrich, der nun in einer Doppelfunktion für den 1. FC Magdeburg tätig war. Am 5. April 2012 wurde Mario Kallnik in das Präsidium berufen. Er war verantwortlich für Sport und Finanzen. Am 3. Mai 2012 folgte die Trennung von Sportdirektor und Trainer Detlef Ullrich. Carsten Müller übernahm wieder als Interimstrainer die erste Mannschaft bis zum Saisonende. Der FCM beendete die Saison auf dem letzten Platz, stieg aber nicht in die fünftklassige Oberliga ab, weil die Regionalliga im selben Jahr reformiert wurde. Die Spielzeit stellte den sportlichen Tiefpunkt der Vereinsgeschichte dar. Die Mannschaft konnte nur einen Heimsieg erzielen. Außerdem sorgte der Fall Daniel Bauer bundesweit für Aufsehen. Nach dessen Angaben bedrohten Fans den Kapitän vor seiner Wohnung. Bauer löste daraufhin seinen Vertrag auf.

#### 2012 bis 2015: Rückkehr in den Profifußball
| Liga         | Saison  | Platz | Punkte | Tore  | Zuschauer pro Spiel |
| ------------ | ------- | ----- | ------ | ----- | ------------------- |
| Regionalliga | 2012/13 | 6     | 45     | 42:41 | 5.203               |
| Regionalliga | 2013/14 | 2     | 58     | 71:39 | 5.482               |
| Regionalliga | 2014/15 | 1     | 60     | 61:22 | 8.576               |

Mit Beginn der Saison 2012/13 begann der sportliche Aufschwung des 1. FC Magdeburg. Als neuer Trainer wurde Andreas Petersen verpflichtet. Marco Kurth wurde zum Kapitän ernannt. Das Team wurde von der sportlichen Leitung neu zusammengestellt. Mit Felix Schiller und Marius Sowislo wurden Leistungsträger verpflichtet. Nach enttäuschenden Jahren stabilisierte sich der Club. Die Hinrunde wurde auf dem siebten Platz abgeschlossen. Im Januar 2013 unterschrieb der vereinslose Christian Beck einen Vertrag in Magdeburg. Er entwickelte sich in den folgenden Jahren zu einem der besten Stürmer in der Vereinsgeschichte. Die Mannschaft beendete die Saison auf dem sechsten Platz. Am 31. Mai 2013 gewann der FCM zum neunten Mal den Landespokal. Im Finale wurde Germania Halberstadt vor 13.300 Fans in der MDCC-Arena mit 3:1 nach Verlängerung bezwungen.

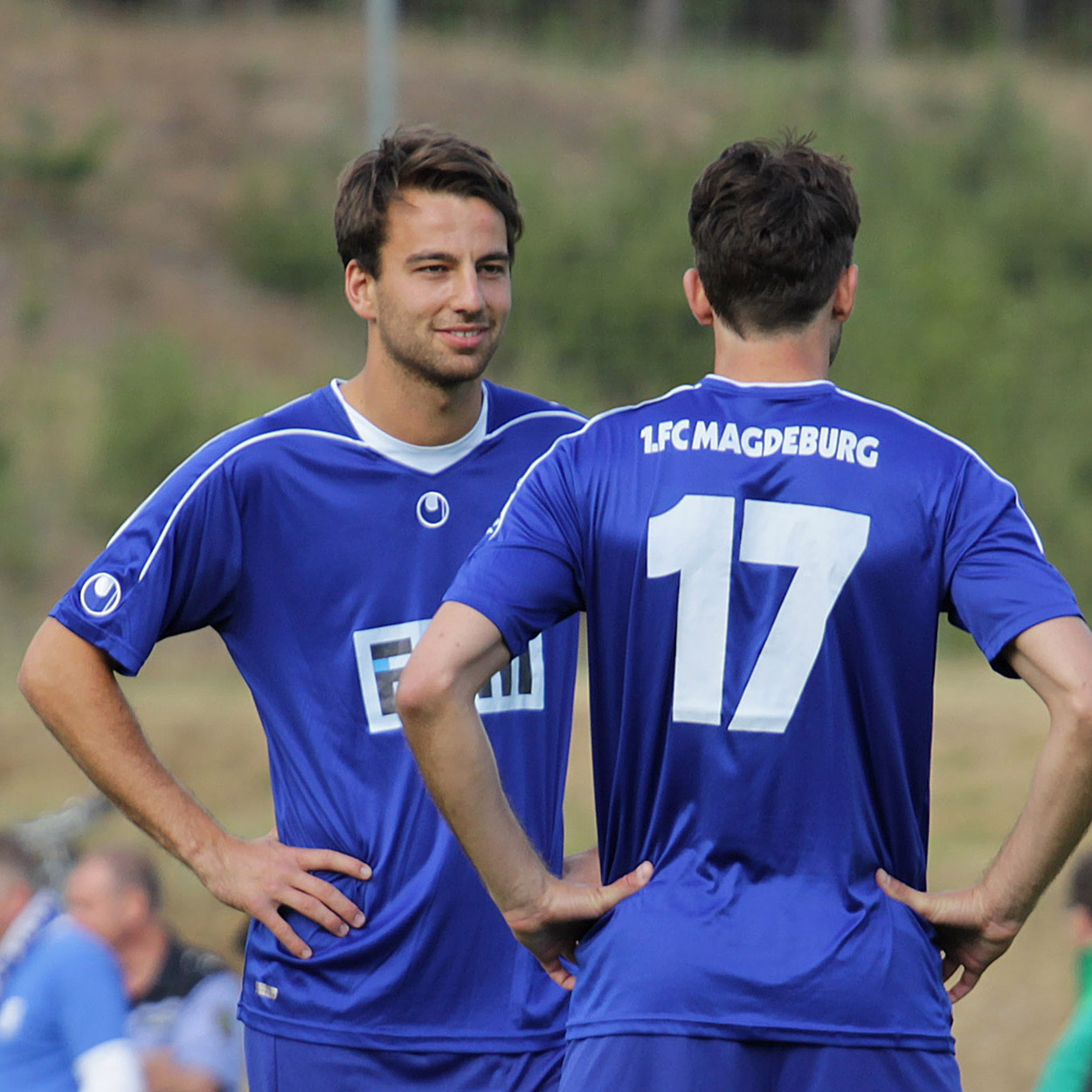
Christian Beck

Die sportliche Leitung gab für die neue Spielzeit das Ziel „Obere Tabellenhälfte“ aus. Mit Nico Hammann, Steffen Puttkammer, Christopher Handke und Rückkehrer Lars Fuchs wurden weitere Schlüsselspieler verpflichtet. Kurz nach dem Start der Saison 2013/14 wurde Marco Kurth, nach Differenzen mit Andreas Petersen, als Kapitän abgesetzt. Nachfolger wurde Marius Sowislo, der die Binde fünf Jahre tragen sollte. Im DFB-Pokal 2013/14 trafen die Magdeburger erneut auf den FC Energie Cottbus. Der Verein schied nach einer 0:1-Niederlage aus. Im Ligabetrieb setzte sich der Aufwärtstrend fort. Die Hinrunde wurde auf dem zweiten Platz abgeschlossen. Der FCM war in der Rückrunde einziger Verfolger der TSG Neustrelitz. Das entscheidende Duell verlor der Club am 30. März 2014 mit 1:2. Der 1. FCM beendete die Spielzeit auf dem zweiten Platz. Der Vertrag von Andreas Petersen lief am Saisonende aus und wurde aufgrund seiner fehlenden Fußballlehrer-Lizenz nicht verlängert. Am 14. Mai 2014 verteidigten die Magdeburger den Landespokal. Im Finale siegte die Mannschaft im Erdgas Sportpark gegen den Halleschen FC mit 3:0. In der Verlängerung erzielten Marius Sowislo, Lars Fuchs und René Lange die Treffer für Magdeburg.
Am 1. Juli 2014 übernahm Jens Härtel den 1. FC Magdeburg. Ronny Thielemann wurde erneut Co-Trainer. Als Ziel wurde der Aufstieg in die 3. Liga ausgegeben. Die Saison 2014/15 begann für den selbsternannten Favoriten, mit lediglich elf Punkten aus den ersten zehn Partien, enttäuschend. Nach der 1:2-Niederlage am 10. Spieltag gegen die TSG Neustrelitz stand Härtel in der Kritik, blieb aber Trainer des Vereins. Anschließend legte die Mannschaft eine Siegesserie hin. Der FCM beendete die Hinrunde auf dem dritten Platz. In der ersten Runde des DFB-Pokals 2014/15 traf das Team am 17. August 2014 auf den FC Augsburg und bezwang den Bundesligisten mit 1:0 durch ein Tor von Christian Beck. In der zweiten Runde unterlag der Club Bayer 04 Leverkusen nach dramatischem Spiel im Elfmeterschießen. Die Rückrunde war geprägt durch ein Kopf-an-Kopf Rennen um den Staffelsieg mit dem FSV Zwickau. Am 17. Mai 2015 stand der 1. FC Magdeburg durch einen 4:1-Auswärtssieg bei Hertha BSC II vorzeitig als Meister der Regionalliga Nordost fest. In den Aufstiegsspielen traf der Club auf den Staffelsieger der Regionalliga Südwest Kickers Offenbach. Das Hinspiel am 27. Mai 2015 gewann der FCM im eigenen Stadion durch ein Tor von Nicolas Hebisch mit 1:0. Im Rückspiel im Stadion am Bieberer Berg setzte sich die Härtel-Elf, nach Toren von Schiller, Fuchs und Hebisch, mit 3:1 durch. Der 1. FC Magdeburg stieg somit in die 3. Liga auf und erreichte 25 Jahre nach der Wende den Profifußball.

### Seit 2015: Der Aufbruch: Profifußball in Magdeburg

#### 2015 bis 2018: Unter Jens Härtel in die 2. Bundesliga
| Liga          | Saison  | Platz | Punkte | Tore  | Zuschauer pro Spiel |
| ------------- | ------- | ----- | ------ | ----- | ------------------- |
| 3. Liga       | 2015/16 | 4     | 56     | 49:37 | 18.393              |
| 3. Liga       | 2016/17 | 4     | 61     | 53:36 | 17.149              |
| 3. Liga       | 2017/18 | 1     | 85     | 70:32 | 18.231              |
| 2. Bundesliga | 2018/19 | 17    | 31     | 35:53 | 20.224              |
| 3. Liga       | 2019/20 | 14    | 47     | 49:42 | 14.514              |
| 3. Liga       | 2020/21 | 11    | 51     | 42:45 | 04.575              |

In der Sommerpause musste der FCM den Abgang des Leistungsträgers Nico Hammann verkraften, der sich dem SV Sandhausen anschloss. Die Mannschaft wurde überwiegend mit Spielern aus der Regionalliga verstärkt. Am 24. Juli 2015 eröffnete der 1. FC Magdeburg die Saison 2015/16 gegen den FC Rot-Weiß Erfurt. Die Mannschaft gewann die Begegnung mit 2:1. Der Aufsteiger setzte sich, nach einer starken Hinrunde, in der oberen Tabellenhälfte fest. Am 22. Dezember 2015 feierte der Club seinen 50. Geburtstag. Zum Festakt im Rathaus Magdeburg waren frühere Spieler und Trainer, aber auch hochrangige Landespolitiker um den Ministerpräsidenten Reiner Haseloff und den Oberbürgermeister Lutz Trümper geladen. Am 3. Januar 2016 gab der 1. FCM die Verpflichtung von Maik Franz als Assistent der Geschäftsführung bekannt. Die Mannschaft beendete die Saison auf dem vierten Tabellenplatz und qualifizierten sich für den DFB-Pokal. Im Landespokal unterlagen die Magdeburger im Finale dem Halleschen FC mit 1:2.
Im DFB-Pokal 2016/17 unterlag der FCM in der ersten Runde dem späteren Finalisten Eintracht Frankfurt im Elfmeterschießen. Die Hinrunde der Saison 2016/17 wurde auf dem zweiten Platz abgeschlossen. Die Mannschaft spielte in der Rückrunde lange Zeit um den Aufstieg in die 2. Bundesliga. Am letzten Spieltag hatte der Verein noch die Chance auf den Relegationsplatz. Trotz eines 2:0-Heimsiegs gegen die Sportfreunde Lotte verpasste der FCM den Sprung auf den dritten Platz. Am 25. Mai 2017 konnte der 1. FC Magdeburg, nach einem 1:0-Sieg über den VfB Germania Halberstadt zum elften Mal den Landespokal gewinnen. Abseits der sportlichen Entwicklung sorgten in der Saison 2016/17 ein „Hüpfverbot“ in der MDCC-Arena für Furore. Bei einer baudynamischen Untersuchung, während der Partie gegen Hansa Rostock am 5. November 2016 wurde festgestellt, dass durch rhythmisches Hüpfen der Fans die Statik Schaden nimmt. Der Eigentümer des Stadions, die Stadt Magdeburg, sprach daraufhin eine Nutzungsuntersagungsverfügung für alle Tribünen und Blöcke der MDCC-Arena aus. Dies führte zu einer heftigen Auseinandersetzung zwischen Fans, Verein und Stadt. Am Ende stimmten die Ultras einem „Hüpfverbot“ zu. Am 5. April 2018 hat sich der Magdeburger Stadtrat für einen Stadionumbau zur notwendigen Ertüchtigung der Nordtribüne und der Südtribüne entschieden. Die Kosten lagen bei rund 10,7 Millionen Euro und die Kapazität wurde auf 30.098 Plätze erhöht.
Der 1. FC Magdeburg ging als einer der Aufstiegsfavoriten in die Spielzeit 2017/18. Die Mannschaft wurde mit Dennis Erdmann und Philip Türpitz verstärkt. Am 13. August 2017 traf der Club in der ersten Runde des DFB-Pokal 2017/18 auf Bundesligist FC Augsburg und gewann die Partie mit 2:0. In der zweiten Runde scheiterte der 1. FCM an Titelverteidiger Borussia Dortmund mit 0:5. Die Magdeburger beendeten die Hinrunde auf dem zweiten Platz. In der Rückrunde wurde der Club nicht mehr von den Aufstiegsplätzen verdrängt. Der Aufstieg in die 2. Bundesliga stand bereits am 35. Spieltag nach einem 2:0-Sieg gegen Fortuna Köln fest. Am 12. Mai 2018 siegte der FCM am 38. Spieltag, unterstützt von 6000 Anhängern, durch ein spätes Tor von Nils Butzen bei Sportfreunde Lotte mit 1:0 und sicherte sich somit die Meisterschaft der 3. Liga vor dem SC Paderborn. Mit 85 Punkten wurde der Punkterekord von Eintracht Braunschweig aus der Spielzeit 2010/11 eingestellt. Außerdem wurden 27 Siege eingefahren, bis heute Bestwert in der Geschichte der 3. Liga. Nach dem letzten Spiel wurden Jens Härtel als bester Trainer und Philip Türpitz als bester Spieler der Saison ausgezeichnet. Am 21. Mai 2018 verteidigten die Magdeburger im Landespokal gegen den 1. FC Lok Stendal den Titel. Anschließend beendete der langjährige Kapitän Marius Sowislo seine Karriere. Mit André Hainault, Florian Pick, Felix Schiller, Tobias Schwede und Stammtorwart Jan Glinker verließen weitere wichtige Spieler den 1. FC Magdeburg.

#### 2018 bis 2021: Umbruch und Abstiegssorgen in der 3. Liga
In der Saison 2018/19 spielte der 1. FC Magdeburg zum ersten Mal in seiner Vereinsgeschichte in der 2. Bundesliga. Neben dem Bundesliga-Absteiger Hamburger SV zählte der Verein zu den Liga-Neulingen. Im DFB-Pokal 2018/19 traf der FCM in der ersten Hauptrunde auf den SV Darmstadt 98 und verlor mit 0:1. Den ersten Sieg feierte die Mannschaft am 8. Spieltag mit einem 1:0 beim SV Sandhausen. Nach der 2:3-Heimniederlage gegen den SSV Jahn Regensburg am 13. Spieltag wurden Jens Härtel und Ronny Thielemann am 12. November 2018 freigestellt. Die Magdeburger Fans reagierten mit Unmut auf die Entlassung des erfolgreichen Aufstiegstrainers. Am 14. November 2018 gab der Verein die Verpflichtung von Michael Oenning als neuen Trainer bekannt. Der FCM beendete die Hinrunde mit elf Punkten auf dem vorletzten Tabellenplatz. Trotz eines Aufschwungs in der Rückrunde und einzelnen Achtungserfolgen stand der direkte Wiederabstieg des 1. FC Magdeburg nach einer 0:3-Niederlage beim 1. FC Union Berlin am 33. Spieltag fest. Der FCM beendete die Saison mit 31 Punkten auf dem vorletzten Platz. Nach dem Abstieg in die 3. Liga kündigte der Verein einen personellen Neuanfang an. Mit Nils Butzen, Dennis Erdmann, Nico Hammann, Christopher Handke, Felix Lohkemper, Michel Niemeyer und Philip Türpitz verließen Leistungsträger der erfolgreichen Jahre den 1. FC Magdeburg. Mit Stürmer Marius Bülter wechselte der beste Spieler in die Bundesliga zum 1. FC Union Berlin. Auch der auslaufende Vertrag mit Trainer Michael Oenning wurde nicht verlängert.
Der Verein strebte eine schnelle Rückkehr in die 2. Bundesliga an und verpflichtete Stefan Krämer als neuen Trainer. Im DFB-Pokal 2019/20 scheiterte der FCM am Bundesligisten SC Freiburg mit 0:1 nach Verlängerung. Die Mannschaft beendete die Hinrunde der Saison 2019/20 auf dem zehnten Platz und trennte sich am 22. Dezember 2019 von Trainer Krämer. Als Nachfolger präsentierte die sportliche Leitung Claus-Dieter Wollitz, auf den die Fans mit Ablehnung reagierten. Unter Wollitz Führung gelang dem Team in sieben Spielen nur ein Sieg. Nach dem 27. Spieltag lag der FCM nur einen Punkt vor den Abstiegsplätzen. Im Anschluss wurde die Saison aufgrund der COVID-19-Pandemie unterbrochen. Nach dem Re-Start holte der FCM lediglich vier Punkte aus vier Spielen. Am 10. Juni 2020 gab der Verein nach anhaltender Erfolglosigkeit die Trennung von Trainer Wollitz und Sportdirektor Franz bekannt. Geschäftsführer Mario Kallnik übernahm die sportliche Leitung und installierte den Leiter des Nachwuchsleistungszentrums Thomas Hoßmang als neuen Trainer, der die Mannschaft zum Klassenerhalt führte.
In der Saison 2020/21 gerieten die Magdeburger früh in den Abstiegskampf. Im DFB-Pokal 2019/20 traf der FCM erneut auf den SV Darmstadt 98 und unterlag dem Zweitligisten mit 2:3 nach Verlängerung. Am 1. November 2020 gab der Verein bekannt, dass Mario Kallnik das Amt des sportlichen Leiters abgibt. Er blieb aber Geschäftsführer der Spielbetriebs GmbH. Als Nachfolger präsentierte der 1. FC Magdeburg Otmar Schork. Die Mannschaft beendete die Hinrunde mit 21 Punkten auf einem Abstiegsplatz. Als es Hoßmang auch zu Beginn der Rückrunde nicht gelungen war, den FCM aus den Abstiegsplätzen zu führen, trat er von seinem Posten zurück. Als neuen Trainer verpflichtete der FCM am 12. Februar 2021 Christian Titz. Mit einer zwischenzeitlichen Serie von elf ungeschlagenen Spielen und neuer Offensivstärke schafften die Magdeburger bereits am 35. Spieltag mit einem 3:0-Auswärtssieg beim 1. FC Saarbrücken den vorzeitigen Klassenerhalt. Als essentiell erwies sich vor allem die Verpflichtung von Barış Atik, der in 15 Spielen 15 Scorerpunkte sammeln konnte. Zum Ende der Saison verließ mit Christian Beck der letzte Spieler, der beide Aufstiege erlebt hat, den Verein. Im letzten Spiel gegen die SpVgg Unterhaching erzielte er sein 149. und letztes Pflichtspieltor. Er ist damit nach Joachim Streich und Jürgen Sparwasser der drittbeste Torschütze der Vereinsgeschichte. Am 10. Oktober 2021 wurde er mit einem Abschiedsspiel geehrt.

#### 2021 bis 2025: Die Ära Christian Titz
| Liga          | Saison  | Platz | Punkte | Tore  | Zuschauer pro Spiel |
| ------------- | ------- | ----- | ------ | ----- | ------------------- |
| 3. Liga       | 2021/22 | 01    | 78     | 83:39 | 16.682              |
| 2. Bundesliga | 2022/23 | 11    | 43     | 48:55 | 22.710              |
| 2. Bundesliga | 2023/24 | 14    | 38     | 46:54 | 25.060              |
| 2. Bundesliga | 2024/25 | 05    | 53     | 64:52 | 25.283              |

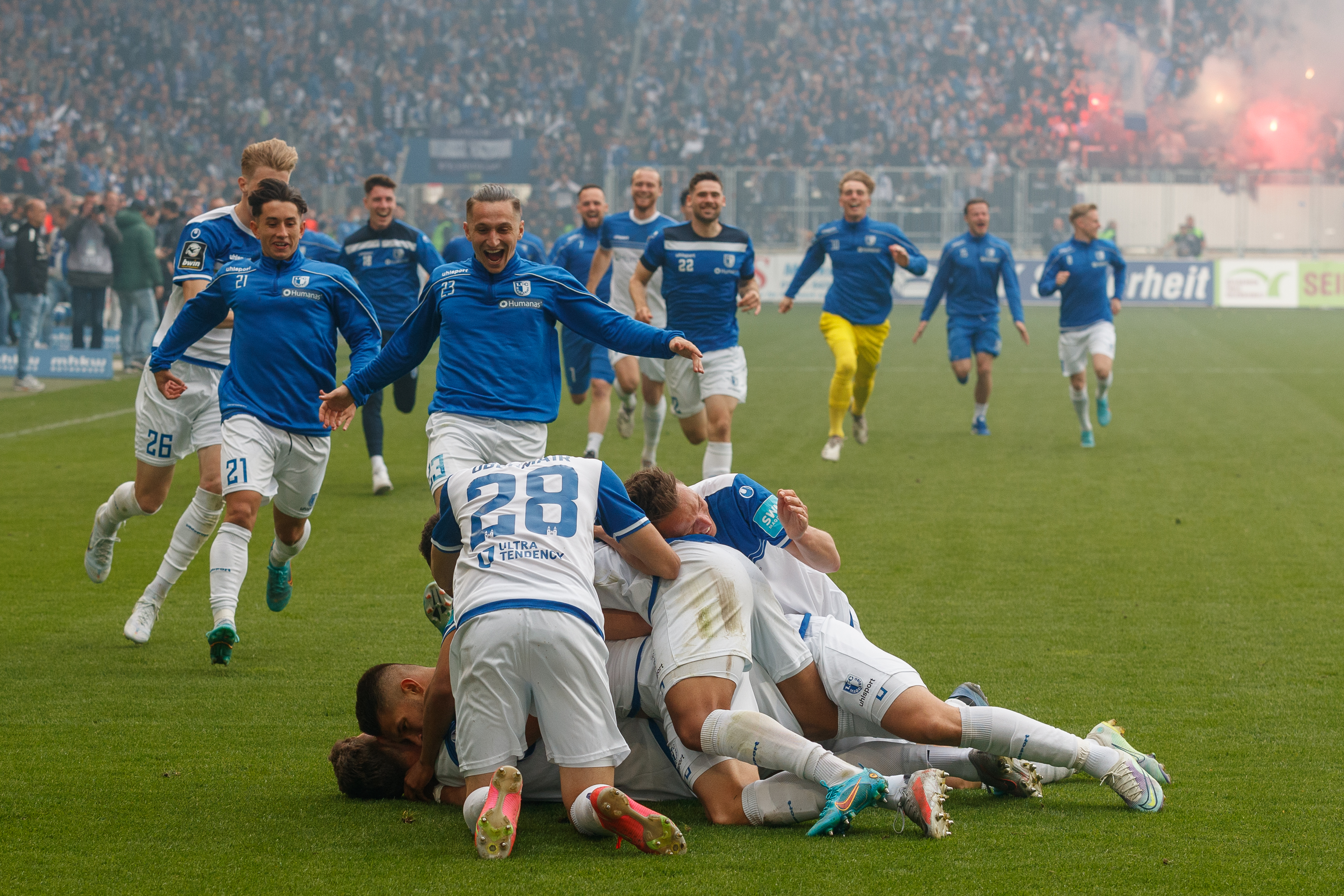
Der 1. FC Magdeburg kehrt in die 2. Bundesliga zurück: Jubel der Mannschaft im Spiel gegen den FSV Zwickau (2022)

In der Saison 2021/22 bauten Sportdirektor Schork und Trainer Titz die Mannschaft radikal um. Mit Amara Condé, Tatsuya Itō, Moritz-Broni Kwarteng und Tobias Knost verpflichtete der Verein vier Spieler, mit denen Titz auch schon beim Hamburger SV zusammengearbeitet hatte. Mit Dominik Reimann, Jason Çeka, Connor Krempicki und Luca Schuler wechselten weitere wichtige Spieler zum FCM. Im DFB-Pokal 2021/22 traf der FCM in der ersten Runde auf den FC St. Pauli und schied nach einer 2:3-Heimniederlage aus. Das Team konnte in der Hinrunde an die erfolgreiche Rückrunde der Vorsaison anknüpfen und sich früh an der Tabellenspitze festsetzen. Mit einem 5:2-Auswärtserfolg beim TSV 1860 München sicherten sich die Magdeburger am 18. Spieltag vorzeitig die Herbstmeisterschaft. In der Rückrunde konnte sich die Mannschaft von der Konkurrenz absetzen. Am 24. April 2022 siegte der FCM am 35. Spieltag im eigenen Stadion mit 3:0 gegen den FSV Zwickau und machte den Aufstieg in die 2. Bundesliga perfekt. Außerdem sicherte sich der Verein zum zweiten Mal die Meisterschaft in der 3. Liga. Nach dem letzten Spiel wurden Christian Titz als bester Trainer und Barış Atik als bester Spieler der Saison ausgezeichnet. Am 21. Mai 2022 gewann der FCM nach einem 5:0 über den FC Einheit Wernigerode zum dreizehnten und vorerst letzten Mal den Landespokal. Nach der Saison verließen mit Kapitän Tobias Müller, Sirlord Conteh und Raphael Obermair drei Stammspieler den Verein. Außerdem ging Präsident Peter Fechner nach einer Amtszeit von elf Jahren in den Ruhestand und wurde Ehrenpräsident des Clubs. Geschäftsführer Mario Kallnik verließ nach zehn Jahren in verantwortlichen Positionen den FCM.
Zum neuen Präsidenten wurde Jörg Biastoch gewählt. Als kaufmännischen Geschäftsführer verpflichteten die Magdeburger Alexander Wahler. Sportdirektor Otmar Schork wurde zum Geschäftsführer Sport befördert. Die Vereinsführung gab für die Saison 2022/23 das Ziel einer „sorgenfreien Saison“ aus. Der Kader wurde unter anderem mit dem früheren italienischen Nationalspieler Cristiano Piccini verstärkt. Im DFB-Pokal 2022/23 traf das Team in der ersten Runde auf den Europa-League-Sieger Eintracht Frankfurt und unterlag mit 0:4. Für einen Aufsteiger eher ungewöhnlich, setzte der FCM unter Titz auch in der 2. Bundesliga auf ein ballbesitzorientiertes Spielsystem. Allerdings sorgten Verletzungspech und anhaltende individuelle Fehler für eine enttäuschende Hinrunde, die mit 17 Punkten auf dem vorletzten Platz abgeschlossen wurde. Trotzdem sprach der Verein Titz das Vertrauen aus und verlängerte seinen Vertrag im Dezember 2022. In der Rückrunde konnten sich die Magdeburger in der Tabelle verbessern. Am 12. Mai 2023 feierte der 1. FC Magdeburg, nach einem 2:2-Unentschieden im Heimspiel gegen den 1. FC Nürnberg, zum ersten Mal den Klassenerhalt in der 2. Bundesliga. Die Mannschaft beendete die Saison mit 43 Punkten auf dem elften Tabellenplatz und erreichte die höchste Platzierung seit der Wende.
In der Saison 2023/24 setzte die sportliche Leitung den eingeschlagenen Weg weiter fort. Der dominante Ballbesitzfußball spiegelte sich in spektakulären Siegen, wie dem 6:4-Heimerfolg gegen Hertha BSC, aber auch spektakulären Niederlagen, wie der 0:7-Auswärtsklatsche beim Karlsruher SC wieder. Der FCM hielt erneut die Klasse und beendete die Saison mit 38 Punkten auf dem 14. Tabellenplatz. Im DFB-Pokal 2023/24 spielte der Verein zum ersten Mal in seiner Vereinsgeschichte in der ersten Runde auswärts. Dort erreichte die Mannschaft, nach Auswärtssiegen gegen den SSV Jahn Regensburg und Holstein Kiel, das Achtelfinale und schied dort im eigenen Stadion nach einer 1:2-Niederlage gegen Fortuna Düsseldorf aus.
Nachdem die Mannschaft im DFB-Pokal 2024/25 in der ersten Runde noch dem Regionalligisten Kickers Offenbach unterlag, spielte der FCM anschließend seine beste Saison in der 2. Bundesliga. Das beste Auswärtsteam der Saison 2024/25 spielte über die gesamte Spielzeit, um den Aufstieg in die Fußball-Bundesliga mit. Am Ende belegte der 1. FC Magdeburg den fünften Tabellenplatz. Wenige Tage nach dem letzten Saisonspiel gegen Fortuna Düsseldorf gab Geschäftsführer Schork bekannt, dass Christian Titz den Verein nach 4½ Jahren verlassen möchte. Am 15. Juni 2025 einigte sich der 1. FC Magdeburg mit Ligakonkurrent Hannover 96 auf einen Wechsel des Trainers. Mit Titz verlies auch Co-Trainer André Kilian den Verein. Am gleichen Tag gab der Verein die Verpflichtung von Markus Fiedler bekannt. Er trainierte zuvor den VfB Stuttgart II.

## Vereinsstruktur

### Struktur
Die Mitgliederversammlung ist das oberste Beschlussorgan und wählt für die Dauer von drei Jahren die Mitglieder des Aufsichtsrats. Das Kontrollgremium bestellt für drei Jahre das Präsidium des Vereins. Die Mitglieder im Aufsichtsrat und Präsidium führen ihre Ämter ehrenamtlich aus. Am 19. Februar 2017 stimmten auf einer außerordentlichen Mitgliederversammlung 1221 von 1513 anwesenden stimmberechtigten Vereinsmitgliedern für die Ausgliederung der Lizenzspielerabteilung aus dem eingetragenen Verein (e. V.) in die 1. FC Magdeburg Spielbetriebs GmbH. Die Gesellschaft befindet sich zu 100 Prozent im Besitz des Vereins. Die Umwandlung wurde im Sommer 2017 abgeschlossen.

### Gremien
Matthias Niedung führt seit dem 3. Mai 2022 den Aufsichtsrat und löste nach elf Jahren Lutz Petermann an der Spitze des Kontrollgremiums ab. Er ist kein klassischer Vertreter aus Politik oder Wirtschaft. Niedung kommt von der Basis und sitzt seit dem 5. November 2015 als Vertreter der aktiven Fanszene im Aufsichtsrat.
Der frühere Geschäftsführer der Magdeburger Weiße Flotte GmbH Peter Fechner war vom 15. April 2011 bis zum 30. Juni 2022 Vereinspräsident. Mit einer Amtszeit von mehr als elf Jahren war er der längste amtierende Präsident in der Geschichte des 1. FC Magdeburg. Nach seinem Rückzug blieb er dem Verein als Ehrenpräsident erhalten. Am 1. Juli 2022 trat Jörg Biastoch seine Nachfolge an. Er arbeitet als geschäftsführender Gesellschafter der Humanas-Gruppe und ist mit seinem Unternehmen Trikotsponsor des 1. FC Magdeburg. Mit Beginn der COVID-19-Pandemie war er für den Club ehrenamtlich als Hygienebeauftragter tätig. Nach einer enttäuschenden Entwicklung der Lizenzspielerabteilung stellte der Verein die Geschäftsführung der 1. FC Magdeburg Spielbetriebs GmbH neu auf. Mario Kallnik führte die Spielbetriebs GmbH vom 1. Januar 2016 bis zum 31. März 2022 in alleiniger Verantwortung und trieb die Professionalisierung des 1. FC Magdeburg entscheidend voran. Nachdem er sich im November 2020 aus der sportlichen Leitung zurückgezogen hatte, verantworte er nur noch den kaufmännischen Bereich. Am 2. Mai 2022 gab er bekannt, seinen Vertrag nicht verlängern und den 1. FC Magdeburg nach 21 Jahren verlassen zu wollen. Alexander Wahler wurde als neuer kaufmännischer Geschäftsführer verpflichtet. Am 26. Januar 2024 trennte sich der Verein wieder von Wahler. Sein Nachfolger wurde Martin Geisthardt. Der bisherige Sportdirektor Otmar Schork wurde am 1. April 2022 vom Aufsichtsrat zum Geschäftsführer Sport bestellt.

#### Aufsichtsrat
- Vorsitzender: Matthias Niedung, Berater für Datenschutz und IT-Sicherheit
- Stellvertreter: Lutz Petermann, Prokurist und Generalbevollmächtigter Projekte Ennex Solutions GmbH
- Thomas Fischbeck, Vorstand MWG-Wohnungsgenossenschaft Magdeburg
- Peter Lackner, Geschäftsführer Wohnungsbaugesellschaft Magdeburg mbH
- Maik Nicklaus, Geschäftsführer MN Beteiligungs- und Verwaltungsgesellschaft mbH
- Robert Weidemann, Geschäftsführender Gesellschafter Weidemann-Gruppe
- Andreas Fedorczuk, Technischer Geschäftsführer Städtische Werke Magdeburg GmbH und Co. KG

#### Präsidium
- Präsident: Jörg Biastoch (verantwortlich für Struktur, Führung, Mitgliederverwaltung, Presse und Kommunikation)
- Vizepräsident: Hagen Hoffmann (verantwortlich für Recht)
- Marius Sowislo (verantwortlich für Marketing, Sport und Nachwuchsleistungszentrum)
- Dirk Weber (verantwortlich für Geschäftsstellenorganisation, Finanzen und Controlling)
- Henry Berg (verantwortlich für Weiterentwicklung NLZ)

#### Geschäftsführung
- Martin Geisthardt (Kaufmännischer Geschäftsführer)
- Otmar Schork (Geschäftsführer Sport)

## Sponsoren

### Wirtschaftspartner

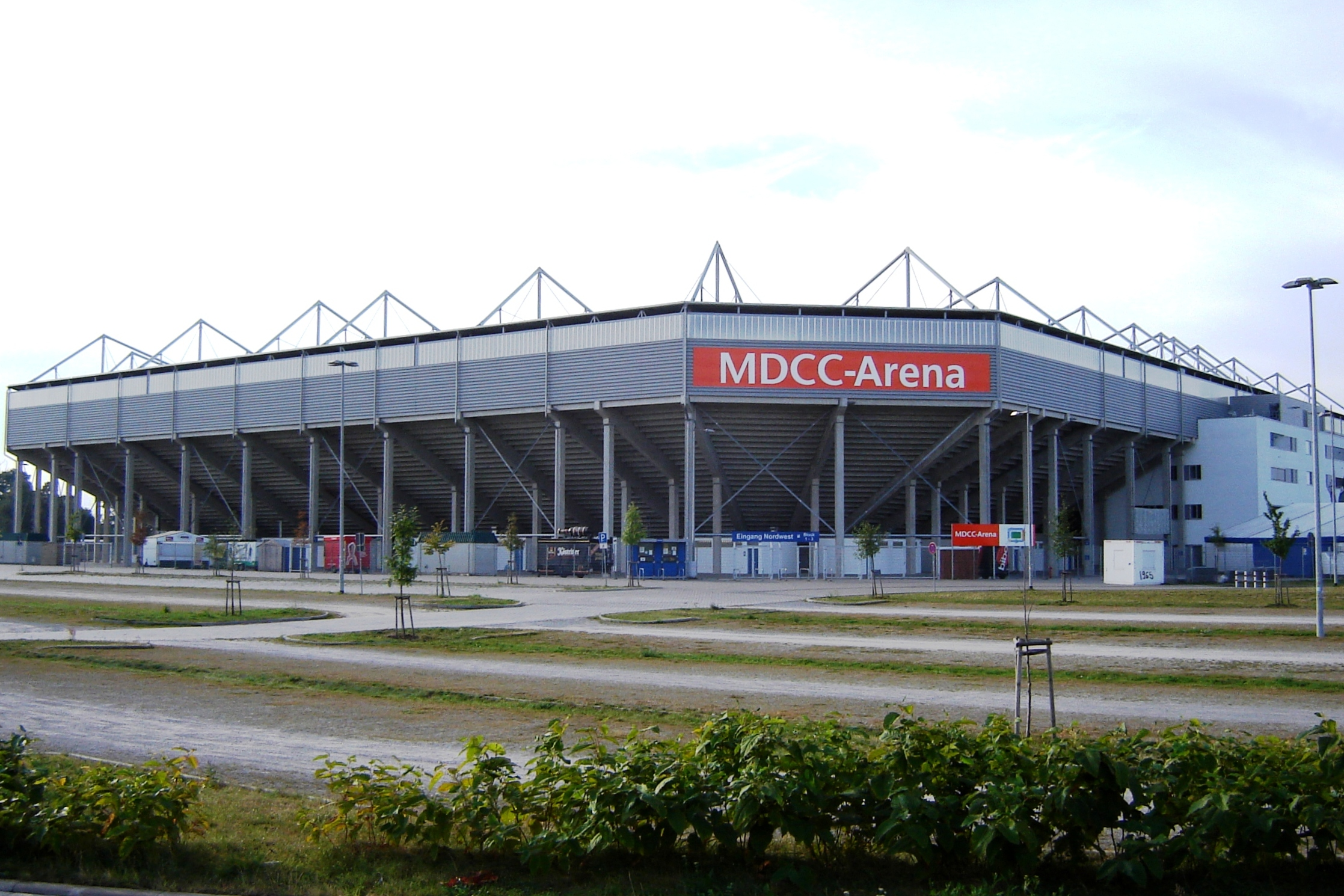
Avnet Arena

Der 1. FC Magdeburg kooperiert seit Jahrzehnten mit diversen Unternehmen. Zu DDR-Zeiten war das in Magdeburg ansässige Schwermaschinenbau-Kombinat „Ernst Thälmann“ (SKET) ein wichtiger Partner des Clubs. Nach der Wende kämpfte der FCM um die Unterstützung der regionalen Wirtschaft. Im September 1999 stieg die Kinowelt AG beim 1. FC Magdeburg ein, was den Club nur wenige Jahre später in erhebliche finanzielle Schwierigkeiten brachte und 2002 in die Insolvenz führte. Am 4. April 2012 lehnte die Vereinsführung den möglichen Einstieg des spanischen Sportvermarkters Asap als Investor endgültig ab.
Der FCM erfreut sich heute eines großen Businessnetzwerks aus Persönlichkeiten der verschiedensten Branchen. Im Rahmen der 5 Partnerkategorien (Platin, Gold, Silber, Bronze und Hospitality) bietet der Verein seinen Wirtschaftspartnern individuelle Werbepakete. Platin-Partner des 1. FC Magdeburg sind Chillybets, Hasseröder, Humanas, Hummel, die Städtischen Werke Magdeburg (SWM) und die Wohnungsbaugesellschaft Magdeburg (Stand August 2023). Seit der Saison 2021/22 ist das Pflegeunternehmen Humanas außerdem Trikotpartner des Vereins. Am 15. Juni 2023 gab der 1. FC Magdeburg die vorzeitige Vertragsverlängerung bekannt. Am 30. Juni 2023 endete nach 19 Jahren die Zusammenarbeit mit dem Sportartikelhersteller Uhlsport. Ab der Saison 2022/23 wird Hummel Ausrüster des Vereins.
Am 18. Januar 2023 gab der 1. FC Magdeburg bekannt, die Merchandising-Rechte des Clubs wieder in die eigene Hand zu nehmen. Der auslaufende Vertrag mit dem bisherigen Partner Andreas Müller wurde nach elf Jahren nicht mehr verlängert. Der Fanshop „FCM Total“ in der Magdeburger Otto-von-Guericke-Straße wurde geschlossen. Mit der Neuausrichtung entstand beim FCM eine Abteilung mit den Schwerpunkten Produktgestaltung, Vertrieb und Vermarktungsmaßnahmen. Der 1. FC Magdeburg eröffnete seinen neuen Fanshop am 15. Juli 2023 im Breiten Weg. An Spieltagen öffnet im neuen Sportzentrum zukünftig ein weiterer Fanshop.

### Trikotsponsoren des Vereins seit 1990
| Hauptsponsor                                   | Zeitraum  | Branche                              |
| Jägermeister                                   | 1990–1996 | Spirituosenhersteller                |
| Gothaer Versicherungen                         | 1996–1998 | Versicherung                         |
| Plan-Bau JK                                    | 1998–2001 | Bauunternehmen                       |
| Amis                                           | 2001–2002 | Finanzdienstleistungen               |
| Medent                                         | 2003–2005 | Gesundheitswesen                     |
| MDCC Magdeburg-City-Com                        | 2006      | Telekommunikation                    |
| Wernesgrüner                                   | 2006–2010 | Bierbrauerei                         |
| Camp David                                     | 2010–2011 | Modeunternehmen                      |
| Ottostadt Magdeburg                            | 2012      | Stadtmarketing                       |
| Lithoscan Crossmedia                           | 2012      | Druck und Direktmarketing            |
| eab Solar                                      | 2012–2014 | Elektro-/Solartechnik                |
| FAM Magdeburger Förderanlagen und Baumaschinen | 2014–2018 | Tagebau-, Lager- und Umschlagtechnik |
| sunmaker                                       | 2018–2021 | Sportwetten                          |
| Humanas                                        | seit 2021 | Pflegeunternehmen                    |

### Namensrechte der Avnet Arena
Der Eigentümer der Avnet Arena ist die Stadt Magdeburg. Das Stadion an historischer Stelle des ehemaligen Ernst-Grube-Stadions wurde am 10. Dezember 2006 noch ohne Namen eröffnet. Am 1. Juli 2009 wurde der Telekommunikationsanbieter MDCC Magdeburg-City-Com durch einen Sponsoringvertrag mit der Stadt Magdeburg Namensgeber des neuen Stadions. Der Vertrag läuft bis zum 30. Juni 2024, erlaubt bei einem finanziell höheren Angebot allerdings einen Quereinstieg. Am 1. Juli 2011 wurde die MDCC-Arena auf Stadtratsbeschluss in die Messe- und Veranstaltungsgesellschaft Magdeburg (MVGM) integriert. Die Fans des 1. FC Magdeburg setzten sich seit Jahren für eine Umbenennung in Heinz-Krügel-Stadion ein. Im Sprachgebrauch ist der Name Heinz-Krügel-Stadion, kurz HKS, bereits etabliert.
Seit dem 1. Juli 2024 heißt die Anlage Avnet Arena. Die Vermarktung der Sponsoringrechte und auch die Cateringrechte wurden mit Auslaufen der bisherigen Verträge per Beschluss des Magdeburger Stadtrates und des MVGM-Aufsichtsrates an den 1. FC Magdeburg übertragen. Im Gegenzug übernimmt der Verein das bisher von der MVGM verantwortete Greenkeeping in der Arena.

## Die Spielstätten des 1. FC Magdeburg

### Heinrich-Germer-Stadion

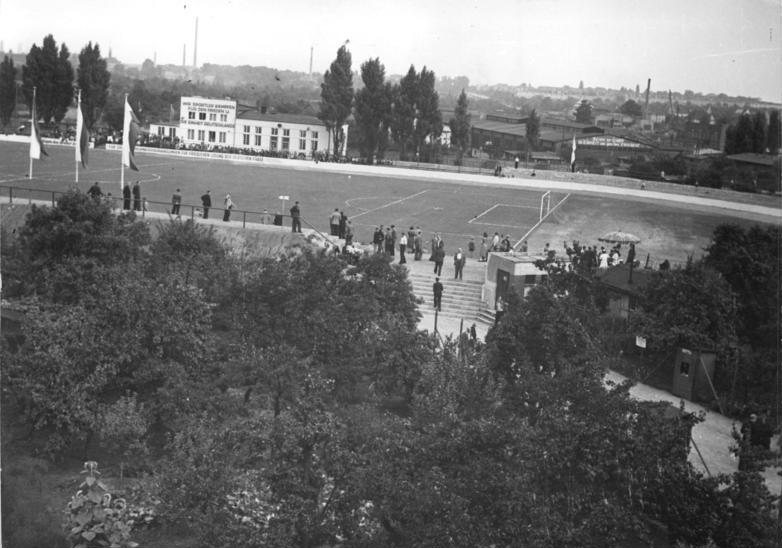
Heinrich-Germer-Stadion

1920 wurde im Magdeburger Stadtteil Sudenburg ein neues Stadion gebaut. Der „Sportplatz am Königsweg“ wurde zur Heimat des MSC Preussen 1899. Beim Luftangriff auf Magdeburg am 16. Januar 1945 wurde die Anlage fast vollständig zerstört. Nach dem Zweiten Weltkrieg trafen sich dort die Magdeburger Heinz Brauer, Kurt Holke und Ernst Kümmel mit ihren Kameraden, um in der SG Eintracht Sudenburg ihrem Hobby dem Fußball nachzugehen. Der Verein gilt als Keimzelle des 1965 gegründeten 1. FC Magdeburg. Bis 1951 trugen auf dem Traditionsrasen die SG Eintracht Sudenburg, die BSG Krupp-Gruson Magdeburg und Stahl Magdeburg ihre Heimspiele aus. Dort gelang der Mannschaft 1949 der Aufstieg in die Landesklasse Sachsen-Anhalt und in der Saison 1950/51 in die zweitklassige DDR-Liga. Im August 1951 begannen, auf Initiative des Magdeburger SED-Politikers und Stadtrates für Kultur und Volksbildung Heinrich Germer, umfangreiche Sanierungsarbeiten. Unter anderem wurde der noch vorhandene Kriegsschutt beseitigt, Traversen angelegt und ein neuer Rasen gesät. Die Spielstätte erhielt den Namen Heinrich-Germer-Stadion und wurde am 30. August 1952 mit einem Freundschaftsspiel zwischen der BSG Motor Mitte Magdeburg und Motor Zwickau eingeweiht. Bis Mitte der 1960er-Jahre spielten dort die Vorläufervereine des 1. FC Magdeburg. Der Zuschauerrekord wurde am 22. März 1955 im Spiel der BSG Motor Mitte Magdeburg gegen den 1. FC Lok Stendal aufgestellt: 22.000 Menschen besuchten die Begegnung. Der Rekord wurde später mehrfach eingestellt. Nach dem Aufstieg in die DDR-Oberliga in der Saison 1959 reichte das Fassungsvermögen des Germer-Stadions nicht mehr aus und der Verein zog in das Ernst-Grube-Stadion um. Nach dem Abstieg des 1. FC Magdeburg in der Saison 1965/66 kehrte der Club wieder nach Sudenburg zurück. Nur zu Spielen die ein hohes Zuschauerinteresse versprachen wich man ins Grube-Stadion aus. Dazu zählten alle Europapokalspiele des Vereins. Am 3. Oktober 1979 fand im Germer-Stadion zum ersten Mal ein Europapokalspiel statt: Die Begegnung gegen den FC Wrexham gewann der FCM mit 5:2 nach Verlängerung. Es folgten weitere Europapokalspiele gegen den FC Arsenal London, FK Moss und Torino Calcio. Als das Grube-Stadion zu Gunsten der Avnet Arena abgerissen wurde, spielte der FCM zwischen Februar 2005 und Dezember 2006 erneut im Germer-Stadion, das zu diesem Zweck modernisiert wurde. Hier gelang den Magdeburgern in der Saison 2005/06 der Aufstieg in die Regionalliga. Es wird heute von den Frauenmannschaften, der A-Jugend und der 2. Mannschaft des 1. FC Magdeburg, dem Magdeburger SV 90 Preussen sowie dem American-Football-Team der Magdeburg Virgin Guards genutzt.

### Ernst-Grube-Stadion

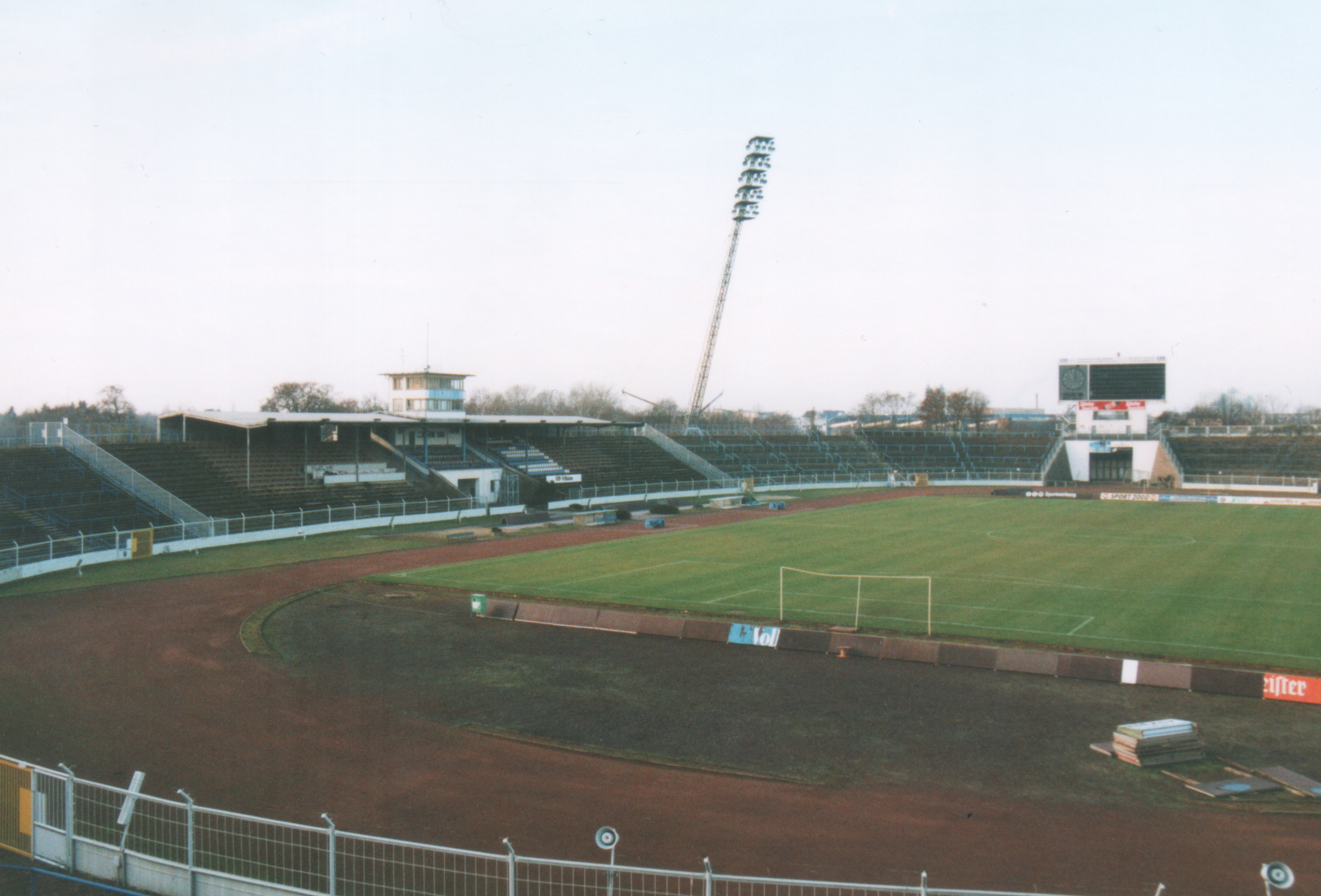
Ernst-Grube-Stadion

Auf dem Grund des früheren Viktoria-Platz, der Heimspielstätte des Magdeburger FC Viktoria 1896, wurde Anfang der 1950er-Jahre das Ernst-Grube-Stadion gebaut. Es wurde benannt nach dem Widerstandskämpfer gegen den Nationalsozialismus und ehemaligen Magdeburger Reichstagsabgeordneten Ernst Grube. Es wurde am 18. September 1955 mit der Austragung des 1. Bezirks-Turn-und-Sportfests eröffnet. Außerdem fand ein Spiel zwischen der B-Juniorenauswahl der DDR und Rumäniens statt, welches die DDR 3:0 gewann. Der Zuschauerrekord von 55.000 Zuschauern wurde 1963 beim Freundschaftsspiel des SC Aufbau Magdeburg gegen CKD Prag (2:3) sowie der anschließenden Ankunft der 14. Etappe der Friedensfahrt aufgestellt. Anschließend erfolgte ein weiterer Ausbau der Stadions und die Errichtung einer Flutlichtanlage. Neben dem 1. FC Magdeburg waren vor allem die Leichtathleten des SC Magdeburg Nutzer des Grube-Stadions. Dort fanden zwischen 1963 und 1989 acht Länderspiele der DDR-Nationalmannschaft. Das letzte Länderspiel wurde am 12. April 1989 gegen die Türkei ausgetragen. Das WM-Qualifikationsspiel verlor die DDR mit 0:2. Im Ernst-Grube-Stadion erlebte der 1. FC Magdeburg die erfolgreichsten Zeiten seiner Geschichte, aber auch den Niedergang nach der Wende. In Magdeburg waren große Mannschaften wie der FC Barcelona, FC Bayern München, Juventus Turin, Sporting Lissabon, FC Schalke 04 und PSV Eindhoven zu Gast. Aufgrund des zunehmenden Sanierungsbedarfs, nach fast 50-jährigem Bestehen, beschloss der Magdeburger Stadtrat im Jahr 2004 den Abriss des Ernst-Grube-Stadions und den Bau einer modernen Fußball-Arena. Das letzte Punktspiel fand am 4. Dezember 2004 gegen den FSV Zwickau statt.

### Avnet Arena

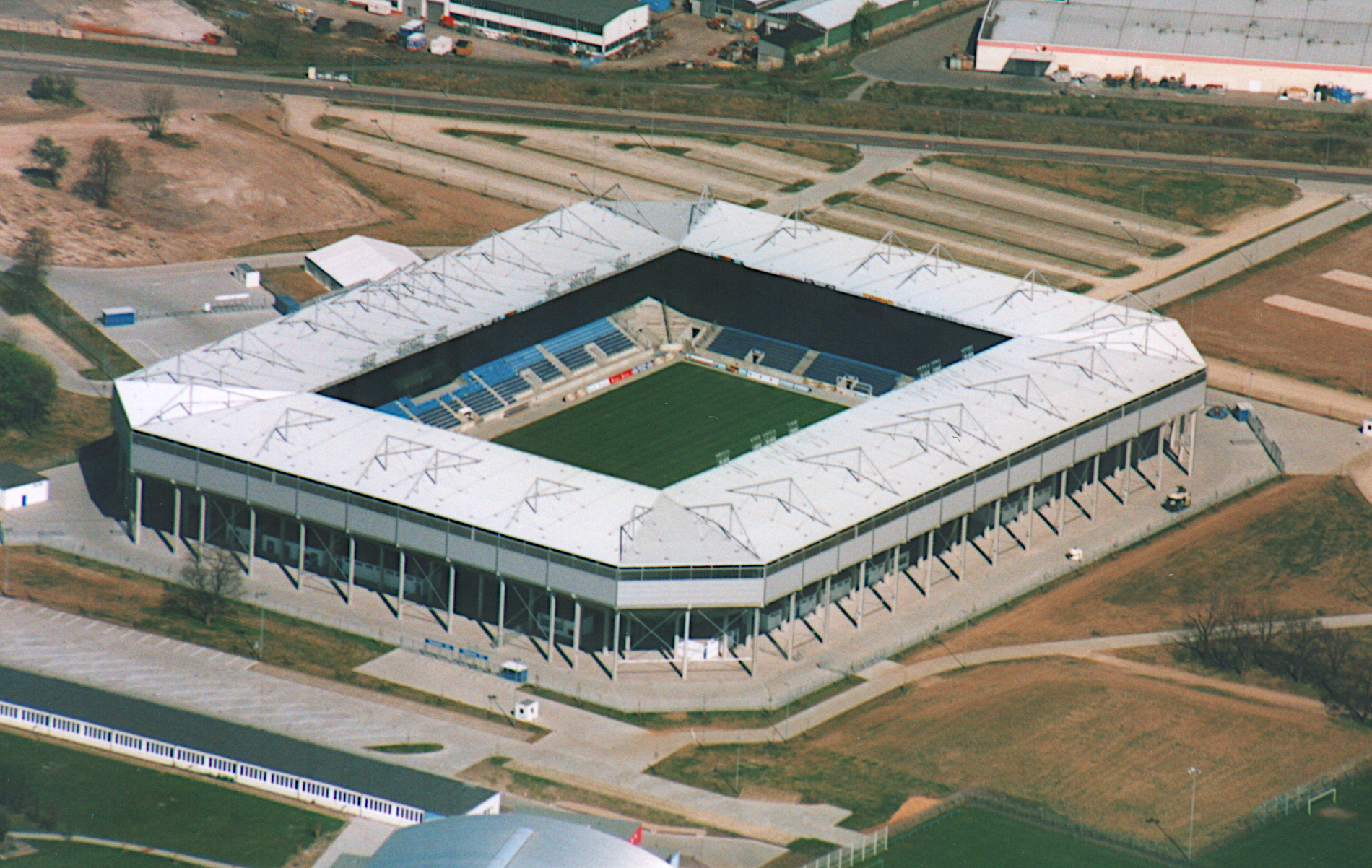
Avnet Arena

Die Avnet Arena entstand zwischen Februar 2005 und November 2006 an der historischen Stelle des früheren Ernst-Grube-Stadions im Magdeburger Stadtteil Brückfeld. Es wurde nach Plänen des Architekturbüros Ralf Schulte-Ladbeck aus Dortmund fertiggestellt und Ende November 2006 an die Stadt Magdeburg übergeben, die bis heute Eigentümer des Stadions ist. Am 10. Dezember 2006 wurde die MDCC-Arena in Anwesenheit von Franz Beckenbauer eröffnet. Das Stadion verfügte zunächst über 22.750 Sitz- und 4500 Stehplätze. Das erste Spiel war ein Freundschaftsspiel am 19. Dezember 2006 zwischen dem FCM und Eintracht Braunschweig (0:0). Das offizielle Eröffnungsspiel gegen Werder Bremen am 23. Januar 2007 vor 24.053 Zuschauern gewann der Bundesligist mit 3:0. Der erste Pflichtspielsieg im neuen Stadion gelang dem 1. FC Magdeburg am 24. März 2007 vor 20.011 Zuschauern mit 1:0 gegen Dynamo Dresden. Erstmals ausverkauft war das Stadion am 2. Juni 2007, als am letzten Spieltag der Spielzeit 2006/07 der FCM und der FC St. Pauli aufeinandertrafen: Die Begegnung endete 1:1. Am 29. Juli 2007 wurde das erste Länderspiel in der neuen Arena ausgetragen. Die deutsche Fußballnationalmannschaft der Frauen gewann vor 10.735 Zuschauern ein WM-Vorbereitungsspiel gegen die Auswahl Dänemarks mit 4:0. Am 18. Mai 2009 war das Magdeburger Stadion Schauplatz des Endspiels der U17-Europameisterschaft, welches Deutschland mit 2:1 nach Verlängerung gegen die Niederlande gewann. Wegen der seit 2016 bekannten Probleme mit der Statik des Stadions beschloss der Magdeburger Stadtrat umfangreiche Umbaumaßnahmen. Im Juni 2017 entschieden sich die Stadt und der 1. FC Magdeburg für einen Ausbau des Stadions auf 30.000 Plätze. Die Stehplätze wurde im Zuge des Umbaus auf etwa 13.000 erhöht. Im März 2018 wurde bekannt, dass sich die Kosten auf 10,7 Millionen Euro belaufen. Der Start des Umbaus erfolgte Anfang 2019. Dabei zogen die Ultras auf die Südtribüne um. Ende September wurden die Blöcke 3 und 4 wieder freigegeben, sodass „Block U“ auf die Nordtribüne zurückkehren konnte. Ende Januar 2020 wurde Block 7 umgebaut und der Ausbau auf eine Kapazität von 30.098 Plätzen abgeschlossen. Aufgrund von Sichtbehinderungen und Sicherheitsaspekten stehen bei Heimspielen rund 28.000 Plätze zur Verfügung – je nach Sicherheitseinstufung des jeweiligen Spiels. Darüber hinaus besteht die Möglichkeit einer Sektorentrennung der Blöcke 3–6 bei Spielen mit großer Auslastung oder mit erhöhter Sicherheitseinstufung.

## Erfolge

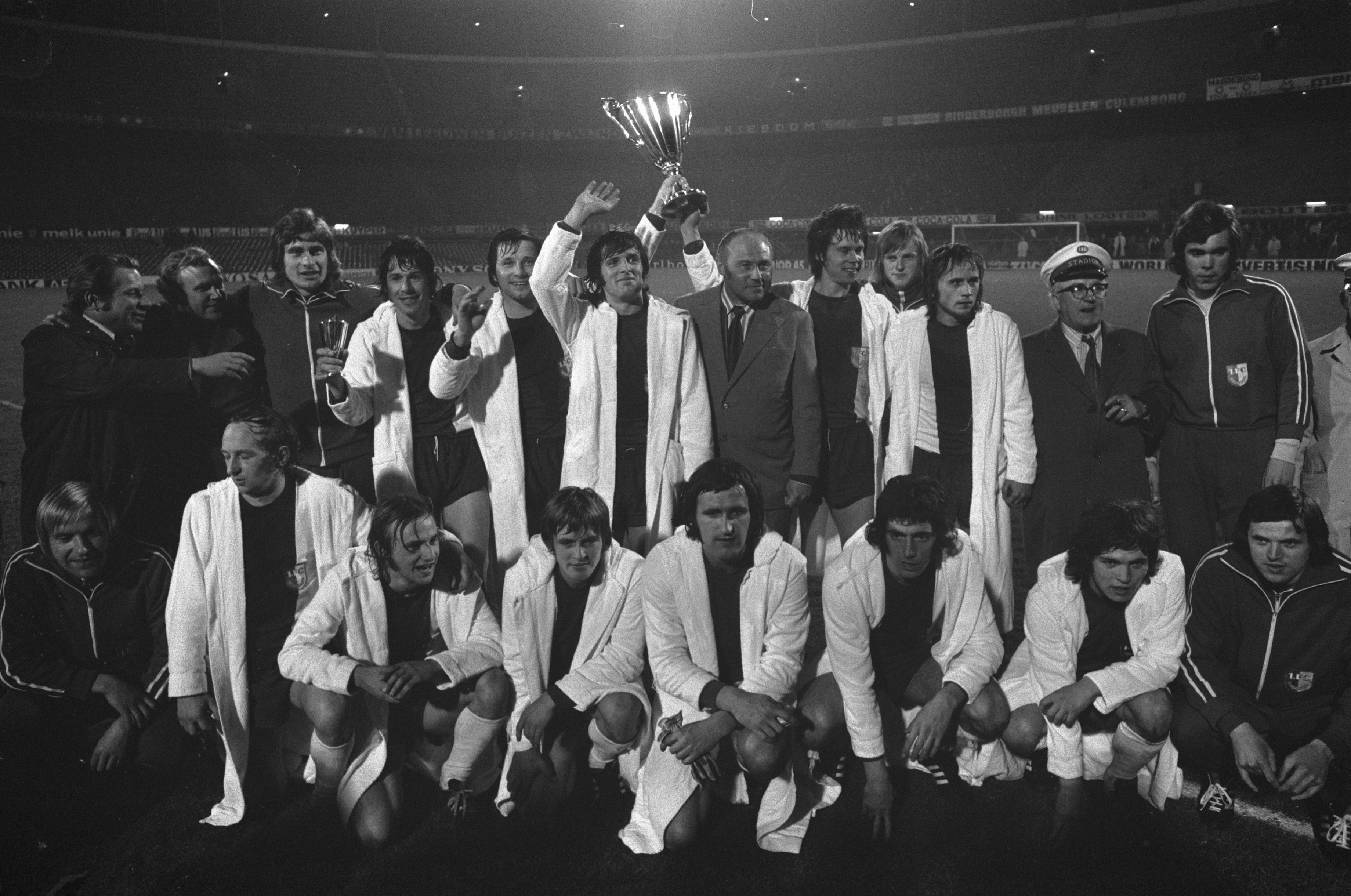
Der 1. FC Magdeburg nach dem Gewinn des Europapokals der Pokalsieger 1974

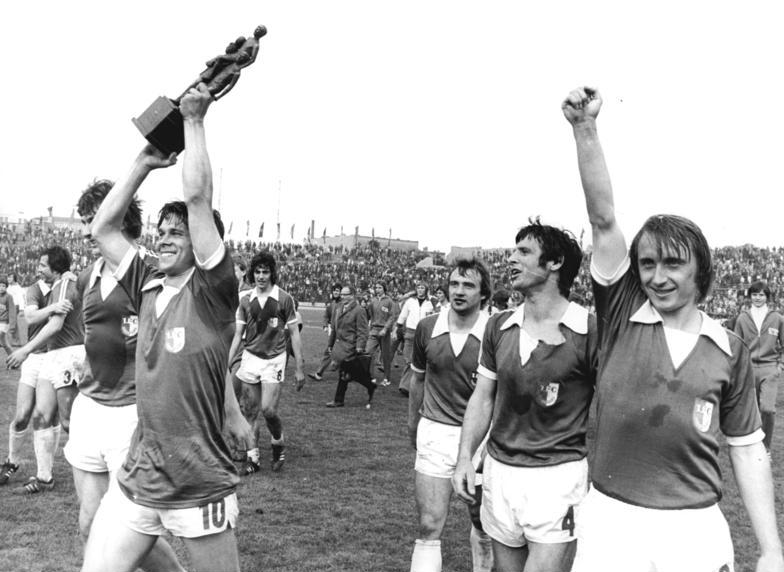
FDGB-Pokalsieger 1978

### International
UEFA
- 1 × Europapokal der Pokalsieger: 1974

### National
DFV
- 3 × Meister der DDR-Oberliga : 1972, 1974, 1975
- 7 × FDGB-Pokalsieger: 1964, 1965, 1969, 1973, 1978, 1979, 1983 (zusammen mit Dynamo Dresden Rekordsieger)

 DFB
- 2 × Meister der 3. Liga: 2018, 2022 (zusammen mit Arminia Bielefeld, Dynamo Dresden und VfL Osnabrück Rekordsieger)

### Regional
NOFV
- 1 × Meister der Regionalliga Nordost: 2015
- 3 × Meister der Oberliga Nordost: 1997, 2001, 2006

 FSA
- 13 × Landespokalsieger: 1993, 1998, 2000, 2001, 2003, 2006, 2007, 2009, 2013, 2014, 2017, 2018, 2022 (Rekordsieger)

### Junioren
DFV
- 5 × DDR-Juniorenmeister: 1963, 1964, 1965, 1970, 1989
- 3 × DDR-Jugendmeister: 1966, 1968, 1980
- 7 × DDR-Schülermeister: 1966, 1969, 1971, 1972, 1977, 1978, 1987 (Rekordsieger)
- 2 × Junge Welt-Pokalsieger der Junioren: 1970, 1984

 DFB
- 1 × DFB-Pokalsieger der A-Junioren: 1999

 NOFV
- 2 × NOFV-Pokalsieger der B-Junioren: 2000, 2005
- 1 × NOFV-Pokalsieger der C-Junioren: 2025

### Weitere Erfolge
In der Ewigen Tabelle der DDR-Oberliga belegt der 1. FC Magdeburg den achten Platz. Der Verein absolvierte 30 Spielzeiten in der höchsten Spielklasse der DDR-Oberliga. Der FCM war mit Ausnahme der Saison 1966/67 in der Oberliga vertreten. Von 793 Spielen wurden 365 gewonnen, 238 verloren und 190 Partien endeten unentschieden. Das Punkteverhältnis beträgt 920:666 nach der Zwei-Punkte-Regel. Die Magdeburger erzielten 1351 Treffer und kassierten 1046 Gegentore.
Der 1. FC Magdeburg wurde 1974 in einer Leserumfrage der Tageszeitung Junge Welt zur Mannschaft des Jahres gewählt. Dreimal wurde ein Spieler zum Fußballer des Jahres gewählt. Jürgen Pommerenke wurde 1975 mit dem Silbernen Fußballschuh ausgezeichnet. Joachim Streich wurde 1979 und 1983 geehrt.
Der FCM stellte in seiner Vereinsgeschichte neunmal einen Torschützenkönig. Jürgen Sparwasser war in der Saison 1966/67 erfolgreichster Torschütze (22 Tore) in der zweitklassigen DDR-Liga. Joachim Streich war in den Spielzeiten 1976/77 (17 Tore), 1978/79 (23 Tore), 1980/81 (20 Tore) und 1982/83 (19 Tore) Torschützenkönig der DDR-Oberliga. Der polnische Stürmer Arkadiusz Zarczynski war in der Saison 1996/97 (20 Tore) bester Torschütze in der Oberliga Nordost-Süd. Christian Beck holte in den Spielzeiten 2013/14 (22 Tore) und 2014/15 (20 Tore) die Kanone in der Regionalliga. In der Saison 2016/17 (17 Tore) war er bester Torjäger der 3. Liga.
Die Zuschauer der ARD-Sportschau wählten dreimal (Stand August 2023) ein Tor des 1. FC Magdeburg zum Tor des Monats. Petr Maslej wurde für sein Fallrückzieher-Tor im DFB-Pokal-Spiel gegen den Karlsruher SC am 28. November 2000 ausgezeichnet. Christian Beck wurde zweimal gewählt. Er wurde für seinen Hackentreffer beim Spiel gegen den Halleschen FC am 25. November 2017 und für sein Seitfallzieher-Tor gegen Preußen Münster am 10. Februar 2018 ausgezeichnet.

## Erste Mannschaft

### Kader der Saison 2025/26
- Stand: 19. August 2025[211]

| Nummer     | Nationalität   | Name                    | Geburtstag    | im Kader seit | letzte Station                  |
| Tor        | Tor            | Tor                     | Tor           | Tor           | Tor                             |
| ---------- | -------------- | ----------------------- | ------------- | ------------- | ------------------------------- |
| 01         | Deutschland    | Dominik Reimann         | 18. Juni 1997 | 2021          | Holstein Kiel                   |
| 30         | Deutschland    | Noah Kruth              | 24. Juni 2003 | 2021          | SV Meppen (Jugend)              |
| 40         | Deutschland    | Robert Kampa            | 13. Feb. 2005 | 2021          | Tennis Borussia Berlin (Jugend) |
| Abwehr     |                |                         |               |               |                                 |
| 02         | Frankreich     | Samuel Loric            | 5. Juli 2000  | 2024          | US Quevilly                     |
| 03         | Kosovo         | Andi Hoti               | 2. März 2003  | 2023          | Inter Mailand                   |
| 04         | Luxemburg      | Eldin Dzogovic          | 8. Juni 2003  | 2021          | Eintracht Trier (Jugend)        |
| 05         | Deutschland    | Tobias Müller           | 8. Juli 1994  | 2024          | SC Paderborn 07                 |
| 07         | Deutschland    | Herbert Bockhorn        | 31. Jan. 1995 | 2022          | VfL Bochum                      |
| 15         | Deutschland    | Daniel Heber            | 4. Juli 1994  | 2023          | Rot-Weiss Essen                 |
| 16         | Danemark       | Marcus Mathisen         | 27. Feb. 1996 | 2024          | SV Wehen Wiesbaden              |
| 19         | Sambia         | Lubambo Musonda         | 1. März 1995  | 2024          | AC Horsens                      |
| 22         | Togo           | Pierre Nadjombe         | 10. Mai 2003  | 2024          | 1. FC Köln II                   |
| 24         | Frankreich     | Jean Hugonet            | 24. Nov. 1999 | 2023          | SC Austria Lustenau             |
| 27         | Deutschland    | Philipp Hercher         | 21. März 1996 | 2024          | 1. FC Kaiserslautern            |
| 28         | Deutschland    | Max Geschwill           | 7. Juli 2001  | 2025          | Holstein Kiel                   |
| 34         | Deutschland    | Tarek Chahed            | 23. Juni 1996 | 2023          | Berliner AK 07                  |
| Mittelfeld |                |                         |               |               |                                 |
| 06         | Polen          | Dariusz Stalmach        | 8. Dez. 2005  | 2025          | AC Mailand Futuro               |
| 08         | Deutschland    | Laurin Ulrich           | 31. Jan. 2005 | 2025          | VfB Stuttgart                   |
| 13         | Deutschland    | Connor Krempicki        | 14. Sep. 1994 | 2021          | MSV Duisburg                    |
| 14         | Turkei         | Abu-Bekir El-Zein       | 18. Feb. 2003 | 2024          | SV Sandhausen                   |
| 20         | Deutschland    | Nick-Elias Meier        | 2. Nov. 2005  | 2025          | Hannover 96 II                  |
| 21         | Deutschland    | Falko Michel            | 14. Jan. 2001 | 2024          | Borussia Dortmund II            |
| 25         | Elfenbeinküste | Silas Gnaka             | 18. Dez. 1998 | 2022          | KAS Eupen                       |
| 29         | Frankreich     | Rayan Ghrieb            | 21. Apr. 1999 | 2025          | EA Guingamp                     |
| 31         | Deutschland    | Robert Leipertz         | 1. Feb. 1993  | 2024          | SC Paderborn 07                 |
| 35         | Deutschland    | Magnus BaarsU19         | 12. Okt. 2006 | 2016          |                                 |
| 38         | Finnland       | Luka Hyryläinen         | 25. Aug. 2004 | 2025          | TSG 1899 Hoffenheim             |
| Angriff    |                |                         |               |               |                                 |
| 09         | Niederlande    | Martijn Kaars           | 5. März 1999  | 2024          | Helmond Sport                   |
| 10         | Kroatien       | Noah Pesch              | 18. Mai 2005  | 2025          | Borussia Mönchengladbach II     |
| 11         | Schweden       | Alexander Ahl Holmström | 4. Apr. 1999  | 2025          | GAIS Göteborg                   |
| 17         | Deutschland    | Alexander Nollenberger  | 4. Juni 1997  | 2023          | SpVgg Bayreuth                  |
| 18         | Deutschland    | Emir Kuhinja            | 19. Apr. 2002 | 2024          | SGV Freiberg                    |
| 23         | Turkei         | Barış Atik              | 9. Jan. 1995  | 2021          | SG Dynamo Dresden               |
| 26         | Montenegro     | Aleksa Marušić          | 8. Juni 1999  | 2024          | FK Voska Sport                  |
| 39         | Guinea-a       | Kandet Diawara          | 10. Feb. 2000 | 2025          | Le Havre AC                     |

### Transfers der Saison 2025/26
- Stand: 19. August 2025

| Zugänge          | Zugänge                             | Zugänge           |
| Spieler          | abgebender Verein                   | Transferperiode   |
| ---------------- | ----------------------------------- | ----------------- |
| Andi Hoti        | Dynamo Dresden (Leihende)           | Sommerpause 2025  |
| Robert Leipertz  | SSV Ulm 1846 (Leihende)             | Sommerpause 2025  |
| Aleksa Marušić   | Sheriff Tiraspol (Leihende)         | Sommerpause 2025  |
| Nick-Elias Meier | Hannover 96 II                      | Sommerpause 2025  |
| Noah Pesch       | Borussia Mönchengladbach II (Leihe) | Sommerpause 2025  |
| Laurin Ulrich    | VfB Stuttgart II (Leihe)            | Sommerpause 2025  |
| Kandet Diawara   | Le Havre AC                         | nach Saisonbeginn |
| Max Geschwill    | Holstein Kiel (Leihe)               | nach Saisonbeginn |
| Rayan Ghrieb     | EA Guingamp                         | nach Saisonbeginn |
| Luka Hyryläinen  | TSG 1899 Hoffenheim                 | nach Saisonbeginn |

| Abgänge              | Abgänge                       | Abgänge          |
| Spieler              | aufnehmender Verein           | Transferperiode  |
| -------------------- | ----------------------------- | ---------------- |
| Xavier Amaechi       | Plymouth Argyle               | Sommerpause 2025 |
| Livan Burcu          | 1. FC Union Berlin (Leihende) | Sommerpause 2025 |
| Jason Çeka           | SV Elversberg                 | Sommerpause 2025 |
| Mohammed El Hankouri | Standard Lüttich              | Sommerpause 2025 |
| Patric Pfeiffer      | FC Augsburg (Leihende)        | Sommerpause 2025 |
| Bryan Teixeira       | SK Sturm Graz (Leihende)      | Sommerpause 2025 |

### Trainer- und Betreuerstab
| Nat.               | Name               | Funktion              |
| Trainerstab        | Trainerstab        | Trainerstab           |
| ------------------ | ------------------ | --------------------- |
| Deutschland        | Markus Fiedler     | Cheftrainer           |
| Deutschland        | Silvio Bankert     | Co-Trainer            |
| Deutschland        | Andreas Schumacher | Co-Trainer            |
| Deutschland        | Şaban Uzun         | Co-Trainer            |
| Deutschland        | Matthias Tischer   | Torwarttrainer        |
| Deutschland        | Jannik Kirchenkamp | Athletiktrainer       |
| Deutschland        | Kevin Waliczek     | Spielanalyst          |
| Sportliche Leitung |                    |                       |
| Deutschland        | Otmar Schork       | Geschäftsführer Sport |
| Deutschland        | Heiko Horner       | Mannschaftsleiter     |

## Nachwuchsleistungszentrum

### Historie
Die Ausbildung talentierter Fußballer hat beim 1. FC Magdeburg eine lange und erfolgreiche Tradition. Schon sein Vorläufer, der SC Aufbau Magdeburg, wurde dreimal DDR-Juniorenmeister (1963, 1964, 1965). Der FCM holte zwei weitere Titel an die Elbe (1970, 1989). Außerdem gewann der Verein drei DDR-Jugendmeisterschaften (1966, 1968, 1980) und ist mit sieben Titeln Rekordmeister der DDR-Schülermeisterschaft (1966, 1969, 1971, 1972, 1977, 1978, 1987). Den Junge Welt-Pokal konnte der Club zweimal (1970, 1984) gewinnen. 1999 gewannen die A-Junioren, nach einem Sieg über den 1. FC Saarbrücken (6:1), den DFB-Junioren-Pokal. Somit war der 1. FC Magdeburg, der erste Verein aus dem Osten, welcher nach der Wende einen gesamtdeutschen Titel gewinnen konnte. Das Nachwuchsleistungszentrum wurde 2017 nicht in die 1. FC Magdeburg Spielbetriebs GmbH ausgegliedert und befindet sich auch weiterhin unter dem Dach des eingetragenen Vereins (Stand Juli 2023).
Aufgrund der hohen Zahl von Spielern, die den Sprung aus der Jugendabteilung in den Profibereich geschafft haben, genießt die Nachwuchsarbeit in Magdeburg einen sehr guten Ruf. Die aus dem Bezirk Magdeburg stammenden Spieler Klaus Decker, Martin Hoffmann, Detlef Raugust, Jürgen Pommerenke, Jürgen Sparwasser und Axel Tyll, die 1974 Europapokalsieger wurden, spielten bereits in der Jugend für den 1. FC Magdeburg. Außerdem bildete der Verein Heiko Bonan, Darko Čurlinov, Maik Franz, Sebastian Hähnge, Dirk Heyne, Florian Krüger, Christopher Kullmann, Heiko Laeßig, Marcel Maltritz, Stefan Minkwitz, Bastian Reinhardt, Jan Sandmann, Marcel Schmelzer, René Schneider und Detlef Schößler aus, die nach der Wende den Sprung in die Fußball-Bundesliga schafften. Derzeit spielt mit Tim Siersleben, ein in Magdeburg ausgebildeter Innenverteidiger, für den 1. FC Heidenheim in der höchsten Spielklasse (Stand Juli 2023). Er ist der Sohn von Frank Siersleben.

### Konzept
Der 1. FC Magdeburg möchte die Strukturen der Nachwuchsförderung in Sachsen-Anhalt stärken und als kooperative Basis nutzen, Spieler für den Profifußball ausbilden, die Durchlässigkeit innerhalb des Vereins optimieren und alle Nachwuchsteams in den höchstmöglichen Spielklassen etablieren. Der Verein kooperiert seit Jahrzehnten mit dem Sportgymnasium Magdeburg und der Sportsekundarschule „Hans Schellheimer“. Sie wurden 2009 vom DFB als „Eliteschulen des Fußballs“ ausgezeichnet.
Die Gesamtverantwortung für den sportlichen Bereich liegt bei Geschäftsführer Otmar Schork. Im Präsidium ist Marius Sowislo für die Jugendarbeit verantwortlich. Das Nachwuchsleistungszentrum wird seit dem 1. Juli 2024 von Carsten Müller geleitet. Als Sportlicher Leiter fungiert Christopher Handke.
Seit 2001 richtet der Verein jährlich den Pape-Cup aus. Es handelt sich um ein Hallenturnier für U15-Mannschaften. In den Jahren 2021 und 2022 wurde das Turnier aufgrund der COVID-19-Pandemie nicht ausgetragen. Der Wettbewerb findet seit 2015 in der GETEC Arena statt. Neben dem gastgebenden 1. FC Magdeburg und zwei Qualifikanten aus der Umgebung treten 20 U15-Jugendmannschaften von Bundesligavereinen sowie prominente Mannschaften aus dem Ausland gegeneinander an. Rekordgewinner mit drei Titeln ist Borussia Dortmund. Der FCM konnte den Pape-Cup bislang noch nicht gewinnen (Stand Januar 2025). Die Nationalspieler Toni Kroos (2005), Marc-André ter Stegen (2007), Julian Draxler (2008) und Florian Wirtz (2018) nahmen bereits am Pape-Cup teil und wurden jeweils zu den besten Spielern gewählt.

### Zweite Mannschaft
Siehe auch: Saisonbilanzen der Zweiten Mannschaft

Die zweite Mannschaft des 1. FC Magdeburg spielte zu DDR-Zeiten meist in der drittklassigen Bezirksliga Magdeburg, allerdings auch sechs Spielzeiten in der zweitklassigen DDR-Liga, wo sie 1974 und 1976 jeweils den 2. Platz erreichte. Im FDGB-Pokal stellte der Einzug ins Achtelfinale in der Saison 1984/85 den größten sportlichen Erfolg dar. Nach der Wende wurde die zweite Mannschaft zunächst aufgelöst. 1993 wurde eine neue Mannschaft gegründet und in der Stadtliga Magdeburg der Spielbetrieb wieder aufgenommen. In den folgenden Spielzeiten schaffte die zweite Mannschaft drei Aufstiege und spielte ab der Saison 2000/01 erstmals in der Verbandsliga Sachsen-Anhalt. Im Zuge der Insolvenz des 1. FC Magdeburg und dem damit verbundenen Lizenzentzug musste die erste Mannschaft am Ende der Saison 2001/02 aus der Regionalliga in die viertklassige Oberliga Nordost Staffel Süd zwangsabsteigen, wo sie ab der Saison 2002/03 mit den Spielern der zweiten Mannschaft antrat. Der Verein zog daraufhin das Spielrecht der zweiten Mannschaft für die Verbandsliga zurück. Anschließend startete der Verein mit einem neuen Team erneut in der Stadtliga Magdeburg. In den folgenden vier Spielzeiten schaffte die zweite Mannschaft drei Aufstiege und war ab der Saison 2007/08 wieder in der Verbandsliga vertreten. Ein Jahr später folgte der Aufstieg in die nun fünftklassige Oberliga Nordost, in der man in der Saison 2008/09 spielte und unmittelbar nach einer Spielzeit als Tabellenletzter wieder in die Verbandsliga abstieg. Es folgte 2010 der erneute Oberliga-Aufstieg und sofortige Wiederabstieg in der Saison 2010/11. Bis zur Abmeldung vom Spielbetrieb 2014 spielte die zweite Mannschaft erneut in der Verbandsliga Sachsen-Anhalt. In der Saison 1999/2000 (3:2 gegen VfL Halle 96) und der Saison 2006/07 (3:0 gegen Preußen Magdeburg) gewann die zweite Mannschaft des 1. FC Magdeburg den Sachsen-Anhalt-Pokal. Sie machte hierbei jeweils das vorzeitige überraschende Ausscheiden der ersten Mannschaft aus dem Pokalwettbewerb wett und sorgte dafür, dass die erste Mannschaft im darauf folgenden Jahr im DFB-Pokal antreten konnte. 
2014 meldete der Verein das Startrecht der zweiten Mannschaft für die Verbandsliga aus finanziellen und strategischen Gründen ab. Sie trat seitdem in der Stadtoberliga Magdeburg an, bis 2017 der Aufstieg in die Landesklasse Sachsen-Anhalt gelang. Nach der Verpflichtung von Otmar Schork änderte sich die Ausrichtung in der Nachwuchsarbeit des Vereins. Um die Durchlässigkeit zu verbessern, stellte der 1. FC Magdeburg ab der Saison 2022/23 in der Verbandsliga Sachsen-Anhalt wieder ein U23-Mannschaft. Hier gab der Fußballverband Sachsen-Anhalt am 9. April 2022 einem entsprechenden Antrag des Vereins statt. Die zweite Mannschaft wurde umgehend mit großem Vorsprung Meister und stieg in die Oberliga Nordost Staffel Süd auf. Sie beendete die Saison 2023/24 auf dem vierten Platz. In der folgenden Saison 2024/25 wurde die zweite Mannschaft, betreut von den gleichberechtigten Cheftrainern Pascal Ibold und Petrik Sander, mit deutlichem Vorsprung souverän Meister und stieg erstmals in die viertklassige Regionalliga Nordost auf. Dort kommt es ab der Saison 2025/26 zu Begegnungen mit den ersten Mannschaften früherer Rivalen des 1. FC Magdeburg, wie dem 1. FC Lokomotive Leipzig, Hallescher FC, FC Rot-Weiß Erfurt, FSV Zwickau, FC Carl Zeiss Jena, BFC Dynamo, Chemnitzer FC und der BSG Chemie Leipzig. Die Regionalliga-Spiele der U23 werden in der Avnet Arena ausgetragen.

### Kader in der Saison 2025/26
- Stand: 11. Juli 2025[221]

| Nat.        | Spieler       | Jahrgang |
| Deutschland | Tom Schlitter | 2002     |
| Deutschland | Felix Güldner | 2006     |
| Deutschland | Robert Kampa  | 2005     |

| Nat.               | Spieler         | Jahrgang |
| Deutschland        | Tarek Chahed    | 1996     |
| Deutschland        | Julius Pfennig  | 2003     |
| Deutschland        | Conner Schulze  | 2005     |
| Polen Deutschland  | Marcel Zajusch  | 2006     |
| Togo Deutschland   | Pierre Nadjombe | 2003     |
| Deutschland Turkei | Kenan Aydin     | 2004     |
| Luxemburg          | Eldin Dzogovic  | 2003     |

| Nat.        | Spieler         | Jahrgang |
| Deutschland | Timo Birk       | 2004     |
| Deutschland | Leon Mergner    | 2006     |
| Deutschland | Laurin Schößler | 2006     |
| Deutschland | Felix Vogler    | 2003     |
| Deutschland | Willi Kamm      | 2002     |
| Deutschland | Hector Hink     | 2003     |

| Nat.                                | Spieler          | Jahrgang |
| Deutschland                         | Stefan Korsch    | 1999     |
| Deutschland                         | Albert Millgramm | 2004     |
| Deutschland                         | Elisio Widmann   | 2004     |
| Deutschland Bosnien und Herzegowina | Emir Kuhinja     | 2002     |
| Deutschland Turkei                  | Tünay Bektas     | 2005     |
| Elfenbeinküste Vereinigte Staaten   | Malick Sanogo    | 2004     |
| Kosovo Deutschland                  | Enis Bytyqi      | 1997     |
| Deutschland                         | Joonas Frenzel   | 2006     |

## Frauenfußball
Ende November 2023 stimmten die Mitglieder des Magdeburger FFC und des 1. FC Magdeburg auf deren außerordentlichen Mitgliederversammlungen für eine Verschmelzung des Magdeburger FFC in den 1. FC Magdeburg zum 1. Januar 2024. Die 1. Frauenmannschaft des FCM spielt in der Regionalliga Nordost. Bis zum Ende der Saison 2023/24 spielte die Mannschaft noch unter dem Namen Magdeburger FFC. Die Mannschaft trägt ihre Heimspiele im Heinrich-Germer-Stadion aus. Die zweite Mannschaft spielt in der Verbandsliga Sachsen-Anhalt. Durch die Verschmelzung gingen die Erfolge des MFFC auf den FCM über.

### Erfolge der Frauenmannschaft

#### Als Magdeburger FFC
- Meister der Regionalliga Nordost: 1 (2009)
- Sachsen-Anhaltischer Pokalsieger: 15 (1998, 2000, 2003, 2004, 2005, 2007, 2008, 2009, 2016, 2017, 2018, 2019, 2020, 2022, 2023)
- NOFV Futsal Regionalmeister: 1 (2020)
- Hallenlandesmeister Sachsen-Anhalt: 6 (1998, 2000, 2002, 2004, 2007, 2008)
- B-Juniorinnen NOFV-Meister: 1 (2007)

#### Als 1. FC Magdeburg
- Sachsen-Anhaltischer Pokalsieger: 2 (2024, 2025)

## E-Sport
In der Saison 2023/24 wurde die E-Sport-Abteilung gegründet. Seit November 2023 tritt der FCM in der Virtual Bundesliga in der Staffel Nord-West an.

## Persönlichkeiten

### Ehemalige Spieler

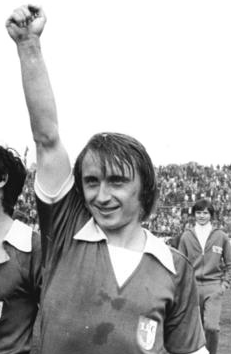
Joachim Streich

Der 1. FC Magdeburg stellte in seiner Geschichte 23 Spieler an die Fußballnationalmannschaft der DDR ab. Joachim Streich ist mit 102 Auswahleinsätzen Rekordnationalspieler der DDR. Weitere bedeutende Nationalspieler waren Martin Hoffmann mit 66, Jürgen Pommerenke mit 57 und Jürgen Sparwasser mit 53 Länderspielen. Nationaltrainer Georg Buschner nominierte die Magdeburger Martin Hoffmann, Jürgen Pommerenke, Wolfgang Seguin und Jürgen Sparwasser für das Aufgebot der Fußball-Weltmeisterschaft 1974. Am 22. Juni 1974 schoss mit Jürgen Sparwasser ein Spieler des 1. FC Magdeburg das historische Tor im Vorrundenspiel gegen die Auswahl der Bundesrepublik Deutschland. Nach der Wende schafften mit Marcel Schmelzer, Dirk Schuster, René Schneider und Mergim Berisha vier ehemalige Magdeburger den Sprung in die deutsche Nationalmannschaft. 1991 verpflichtete der Verein für ein kurzes Intermezzo den sowjetischen Mittelfeldspieler Anatoliy Demyanenko von Dynamo Kiew. Er absolvierte 80 Länderspiele für die Nationalmannschaft der UdSSR. Insgesamt hatte der FCM über 50 Nationalspieler aus 24 Ländern in seinen Reihen.
Wolfgang Seguin absolvierte von 1963 bis 1981 mit 529 Einsätzen die meisten Pflichtspiele für den 1. FC Magdeburg, gefolgt von Manfred Zapf mit 467, Wolfgang Steinbach mit 433 und Dirk Heyne mit 408 Partien. Der mit Abstand beste Torschütze in der Vereinsgeschichte ist mit 223 Pflichtspieltreffern Joachim Streich, gefolgt von Jürgen Sparwasser mit 173, Christian Beck mit 149 und Günter Hirschmann mit 124 Toren. Streich zählte neben Hans-Jürgen Dörner von der SG Dynamo Dresden zu den größten Spielern des DDR-Fußballs. 2021 wurde er in die Hall of Fame des deutschen Fußballs aufgenommen.
Dienstältester Mannschaftskapitän ist Manfred Zapf: Er war von 1968 bis 1979 für elf Jahre Spielführer des 1. FC Magdeburg. Weitere bedeutende Kapitäne waren Jürgen Pommerenke (1979–1984), Dirk Stahmann (1985–1992), Mario Kallnik (2002–2008) und Marius Sowislo (2013–2018). Der bisher jüngste in einem Pflichtspiel eingesetzte Spieler war Sandy Enge. Bei seinem Debüt im August 1988 war er 17 Jahre und 58 Tage alt. Ihm gegenüber steht mit Andrzej Wojcik der älteste Spieler in der Geschichte. Er war bei seinem Abschied am 18. Februar 2000 36 Jahre und 302 Tage alt. Ernst Kümmel, Joachim Streich, Siegmund Mewes, Jürgen Pommerenke, Martin Hoffmann, Dirk Heyne und Steffen Baumgart wurden nach ihrem Karriereende Cheftrainer des FCM. Manfred Zapf war von 1980 bis 1983 Vereinsvorsitzender.
Aktuell hat der 1. FC Magdeburg drei Nationalspieler in seinen Reihen (Stand Ende Juni 2025): Lubambo Musonda für die Simbabwische Nationalmannschaft, Andi Hoti für die kosovarische Fußballnationalmannschaft und Eldin Dzogovic für die Luxemburgische Nationalmannschaft.

### Trainerhistorie
| 1951–1966: Von der BSG Stahl Magdeburg zum 1. FC Magdeburg |                      | |
| Amtszeit                                                   | Name                 | Bemerkungen |
| 9. September 1951 – 24. April 1955                         | Johannes Manthey     | Erster Trainer der BSG Stahl Magdeburg und der BSG Motor Mitte Magdeburg |
| 18. Juni 1955 – 23. September 1956                         | Heinz Joerk          | Im Herbst 1955 erreichte er in der zweitklassigen DDR-Liga den Platz 7. |
| 30. September 1956 – 27. April 1958                        | Johannes Manthey     | Erlebte die Delegierung der BSG Motor Mitte Magdeburg zum SC Aufbau Magdeburg |
| 11. Mai 1958 – 30. Juni 1962                               | Fritz Wittenbecher   | Stieg mit dem SC Aufbau Magdeburg 1959 erstmals in die DDR-Oberliga auf |
| 18. August 1962 – 9. Januar 1966                           | Ernst Kümmel         | Führte den Verein 1964 und 1965 zum Gewinn des FDGB-Pokals und in seine ersten Europapokalspiele. Er war der erste Trainer des 1965 gegründeten 1. FC Magdeburg |
| 1966–1991: Von den größten Erfolgen zur Wendezeit          |                      | |
| Amtszeit                                                   | Name                 | Bemerkungen |
| 12. Februar 1966 – 14. Mai 1966                            | Günter Weitkuhn      | Stieg mit der Mannschaft 1966 in die zweitklassige DDR-Liga ab |
| 21. August 1966 – 19. Juni 1976                            | Heinz Krügel         | Stieg mit dem FCM 1967 in die DDR-Oberliga auf. Wurde mit dem Verein 1972, 1974 und 1975 dreimal DDR-Meister. Er holte 1969 und 1973 zweimal den FDGB-Pokal und gewann mit seiner Mannschaft 1974 den Europapokal der Pokalsieger. Gilt als größter Trainer der Vereinsgeschichte. |
| 23. Oktober 1970 – 16. Juni 1971                           | Günter Konzack       | Interimstrainer in Vertretung von Heinz Krügel, der ein Studium an der DHfK Leipzig absolvierte |
| 4. September 1976 – 20. März 1982                          | Klaus Urbanczyk      | Führte den Verein 1978 und 1979 zum FDGB-Pokalsieg |
| 3. April 1982 – 1. Juni 1985                               | Claus Kreul          | Wurde 1983 mit dem 1. FC Magdeburg zum siebten und letzten Mal FDGB-Pokalsieger |
| 17. Juni 1985 – 26. Mai 1990                               | Joachim Streich      | Wurde unmittelbar nach dem Ende seiner aktiven Laufbahn Trainer des 1. FC Magdeburg. Konnte nicht an die erfolgreichen Zeiten früherer Jahre anknüpfen. Unter seiner Leitung erreichte der FCM 1988 mit dem siebten Platz das schlechteste Ergebnis in der DDR-Oberliga seit 18 Jahren. |
| 11. August 1990 – 23. Juni 1991                            | Siegmund Mewes       | Verpasste mit dem FCM den Sprung in die 2. Bundesliga und stieg in die Oberliga Nordost ab |
| 1991–2014: Vom Niedergang zum Neuanfang                    |                      | |
| Amtszeit                                                   | Name                 | Bemerkungen |
| 4. August 1991 – 22. März 1992                             | Joachim Streich      | Im August 1991 übernahm er den Trainerposten beim 1. FC Magdeburg. Als sich abzeichnete, dass der FCM wieder nicht die 2. Bundesliga erreichen würde, wurde er am 22. März 1992 entlassen. |
| 28. März 1992 – 31. Oktober 1992                           | Wolfgang Grobe       | Unter seiner Leitung konnten keine sportlichen Erfolge erzielt werden. |
| 15. November 1992 – 20. November 1993                      | Jürgen Pommerenke    | Gewann mit dem 1. FC Magdeburg 1993 zum ersten Mal den Sachsen-Anhalt-Pokal |
| 5. Dezember 1993 – 18. Mai 1994                            | Frank Engel          | Betreute die Mannschaft nur 21 Spiele und verließ den Club im Sommer 1994 |
| 13. August 1994 – 3. März 1996                             | Martin Hoffmann      | Zwischen 1988 und 1993 arbeitete er als Nachwuchs- und Assistenztrainer beim 1. FC Magdeburg. Vom August 1994 bis zum Februar 1996 war er Cheftrainer der Magdeburger. |
| 17. März 1996 – 15. September 1996                         | Karl Herdle          | Unter seiner Leitung konnten keine sportlichen Erfolge erzielt werden. |
| 21. September 1996 – 12. November 1999                     | Hans-Dieter Schmidt  | Im Jahre 1996 übernahm er den Managerposten. Im September 1996 wurde er zusätzlich Trainer und stieg mit der Mannschaft in die Regionalliga auf. Außerdem wurde 1998 zum zweiten Mal der Landespokal gewonnen. Nach schwachem Saisonstart wurde Schmidt im November 1999 entlassen. |
| 20. November 1999 – 20. Mai 2000                           | Jürgen Görlitz       | Betreute den FCM als Interimstrainer und verpasste die Qualifikation zur zweigleisigen Regionalliga. |
| 15. August 2000 – 27. Oktober 2001                         | Eberhard Vogel       | Erreichte mit dem 1. FC Magdeburg im DFB-Pokal 2000/01 nach Siegen über den 1. FC Köln, FC Bayern München und Karlsruher SC das Viertelfinale und unterlag dort dem späteren Sieger FC Schalke 04. Führte die Mannschaft in der Saison 2000/01 zur Meisterschaft der Oberliga Nordost-Süd und stieg in den Aufstiegsspielen gegen den BFC Dynamo in die Regionalliga Nord auf.                          |
| 4. November 2001 – 18. Mai 2002                            | Joachim Steffens     | Schaffte mit der Mannschaft in der Saison 2001/02 den sportlichen Klassenerhalt |
| 4. August 2002 – 17. April 2003                            | Martin Hoffmann      | Betreute die Mannschaft nach der Insolvenz und dem Zwangsabstieg in die Oberliga |
| 30. April 2003 – 8. Dezember 2007                          | Dirk Heyne           | Seine größten Erfolge waren der Regionalliga-Aufstieg in der Saison 2005/06 sowie der dritte Platz in der Saison 2006/07, in der der Verein den Durchmarsch in die 2. Bundesliga verpasste. |
| 10. Februar 2008 – 29. März 2009                           | Paul Linz            | Verpasste mit der Mannschaft die Qualifikation zur 3. Liga |
| 5. April 2009 – 20. März 2010                              | Steffen Baumgart     | Gewann mit der Mannschaft 2009 den Sachsen-Anhalt-Pokal |
| 24. März 2010 – 29. Mai 2010                               | Carsten Müller       | Der Leiter des Nachwuchsleistungszentrums übernahm als Interimstrainer die Mannschaft. |
| 1. Juli 2010 – 13. März 2011                               | Ruud Kaiser          | Erster ausländischer Trainer in der Vereinsgeschichte |
| 19. März 2011 – 22. Oktober 2011                           | Wolfgang Sandhowe    | Führte die Mannschaft in der Saison 2010/11 zum Klassenerhalt in der Regionalliga Nord |
| 30. Oktober 2011 – 11. März 2012                           | Ronny Thielemann     | War zunächst Co-Trainer unter Sandhowe. Er übernahm die Mannschaft als Cheftrainer und konnte den Abwärtstrend nicht beenden und wurde erneut Assistenztrainer. 2014 wurde er Co-Trainer von Jens Härtel und hatte somit entscheidenden Anteil am Aufschwung des 1. FC Magdeburg. |
| 20. März 2012 – 3. Mai 2012                                | Detlef Ullrich       | War Sportdirektor in der Saison 2011/12, stellte den Kader zusammen und übernahm für sieben Spiele das Traineramt. Am 3. Mai 2012 wurde er als Trainer und Sportdirektor entlassen. |
| 4. Mai 2012 – 30. Juni 2012                                | Carsten Müller       | Beendete als Interimstrainer die Saison |
| 1. Juli 2012 – 30. Juni 2014                               | Andreas Petersen     | Leitete einen Umbruch ein und führte den FCM in der Saison 2012/13 auf den sechsten Platz und 2013/14 auf den zweiten Platz. Gewann mit der Mannschaft 2013 und 2014 den Landespokal |
| Seit 2014: Rückkehr in den Profifußball                    |                      | |
| Amtszeit                                                   | Name                 | Bemerkungen |
| 1. Juli 2014 – 12. November 2018                           | Jens Härtel          | Wurde mit dem FCM in der Saison 2014/15 Meister der Regionalliga Nordost und setzte sich mit der Mannschaft in den Aufstiegsspielen zur 3. Liga gegen Kickers Offenbach durch. Führte den Verein in den Profifußball. Stieg mit dem FCM in der Saison 2017/18, als Meister der 3. Liga, erstmals in die 2. Bundesliga auf. Holte mit dem 1. FC Magdeburg 2017 und 2018 zweimal den Sachsen-Anhalt-Pokal |
| 14. November 2018 – 19. Mai 2019                           | Michael Oenning      | Stieg mit der Mannschaft in der Saison 2018/19 wieder in die 3. Liga ab |
| 17. Juni 2019 – 22. Dezember 2019                          | Stefan Krämer        | Als die Mannschaft zur Winterpause nach 20 Spielen nur auf dem zwölften Tabellenplatz stand, wurde die Trennung von Krämer vollzogen. |
| 23. Dezember 2019 – 10. Juni 2020                          | Claus-Dieter Wollitz | Nach nur zehn Punkten aus elf Spielen und einem schlechten Auftreten der Mannschaft nach der Corona-Pause trennte sich der abstiegsbedrohte FCM von Wollitz. |
| 11. Juni 2020 – 9. Februar 2021                            | Thomas Hoßmang       | Führte die Mannschaft in der Saison 2019/20 zum Klassenerhalt in der 3. Liga |
| 12. Februar 2021 – 15. Juni 2025                           | Christian Titz       | Führte die Mannschaft in der Saison 2020/21 zum Klassenerhalt in der 3. Liga. Stieg mit dem FCM in der folgenden Spielzeit 2021/22, als Meister der 3. Liga, in die 2. Bundesliga auf und gewann zudem den Sachsen-Anhalt-Pokal. Schaffte mit dem Verein in der Saison 2022/23 und 2023/24 den Klassenerhalt. In der Saison 2024/25 erreichte die Mannschaft den fünften Platz.                         |
| seit 23. Juni 2025                                         | Markus Fiedler       | |

## Fankultur

### Fanszene

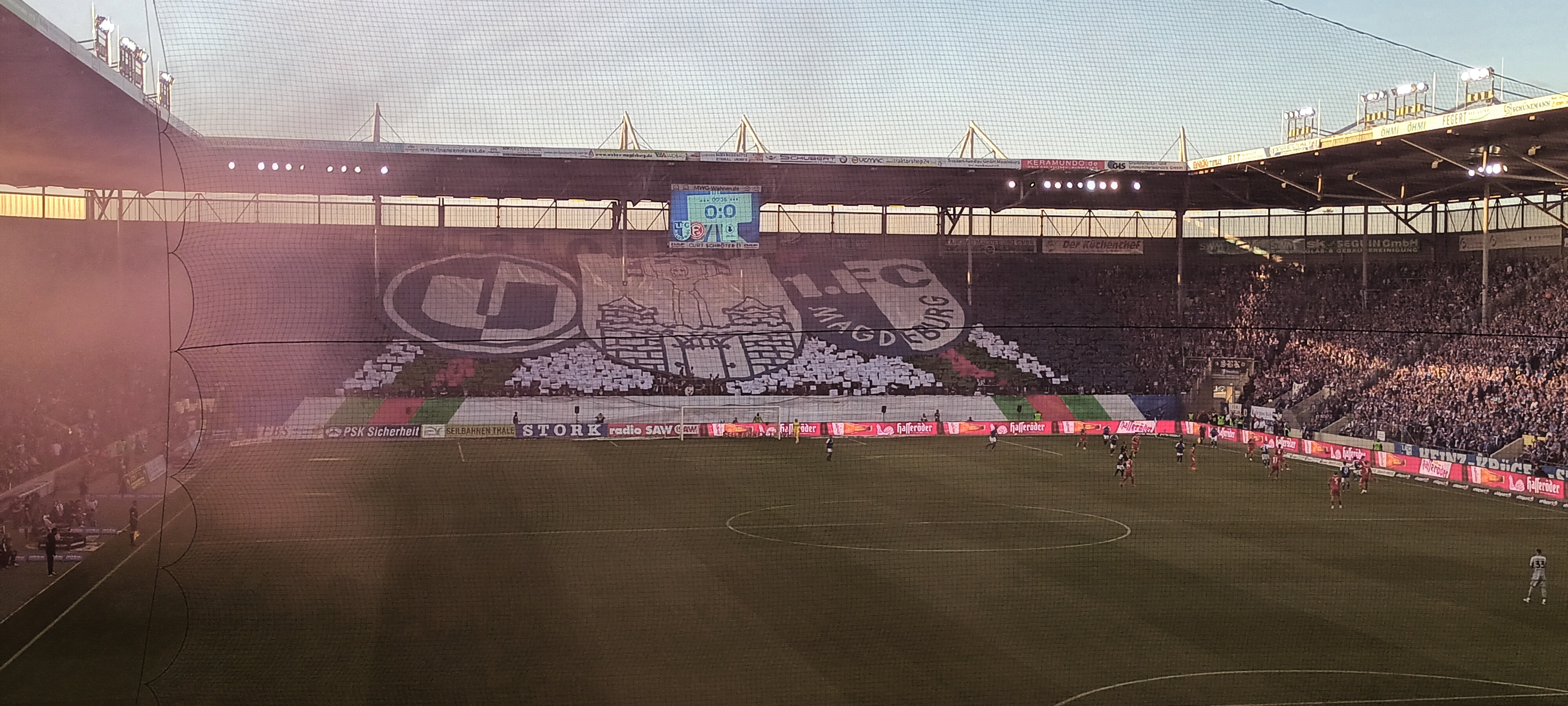
Blick auf „Block U“ (2022)

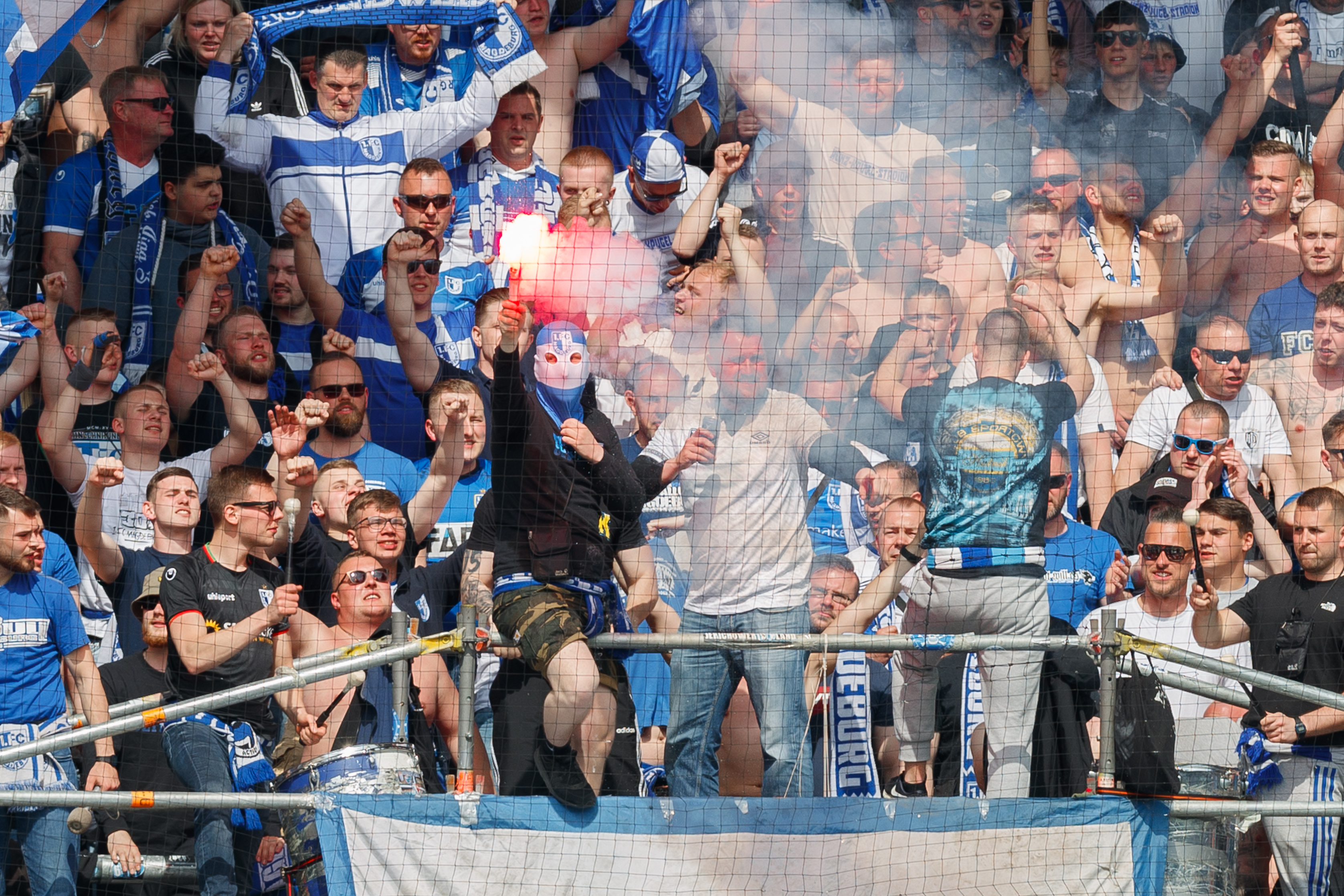
Fans des 1. FC Magdeburg (2022)

Der 1. FC Magdeburg stellt eine der größten und lautstärksten Fanszenen im deutschen Fußball. Aufgrund der sportlichen Berg- und Talfahrt schwankten die Zuschauerzahlen seit der Vereinsgründung allerdings deutlich. Nach dem Aufstieg in die 3. Liga und der Rückkehr in den Profifußball nahm das Interesse der Fans ab der Saison 2015/16 wieder zu. Heute besuchen im Schnitt mehr als 25.000 Fans die Heimspiele in der Avnet Arena. In der Saison 2025/26 stellten die Magdeburger mit 15.650 verkauften Dauerkarten einen neuen Vereinsrekord auf.
Bei Auswärtsspielen unterstützen in der Regel zwischen 1000 und 3000 Fans die Mannschaft. Das Gästekontingent ist meist vergriffen. Der Rekord wurde am 4. Juni 1983 im FDGB-Pokal gegen den FC Karl-Marx-Stadt aufgestellt: 25.000 Fans unterstützten den 1. FC Magdeburg im Pokal-Finale im Berliner Stadion der Weltjugend. Der Heim-Rekord stammt vom 4. März 1972 gegen den FC Carl Zeiss Jena mit 45.000 Zuschauern im Ernst-Grube-Stadion. Am 3. August 2025 erreichte der FCM die bisher höchste Zuschauerzahl in der Avnet Arena: 28.780 Fans besuchten das Heimspiel gegen Eintracht Braunschweig.
Die dominierende Fangruppierung ist die „Blue Generation“. Die ersten Züge der Gruppe „Blue Generation“ entstanden bereits 1998, als sich immer mehr Personen bei Heimspielen zusammenschlossen und erste Ansätze einer Ultrakultur entwickelten. 2 Jahre später, im Jahr 2000, schlossen sich diese Personen dann zu der Ultragruppe „Blue Generation“ zusammen. Die Ultras haben sich in der MDCC-Arena für die Nordtribüne (auch „Block U“ genannt) als Standort entschieden, um von dort das Team lautstark und optisch durch Choreographien zu unterstützen. Die Fans lehnen Montagsspiele ab und setzen sich für das legale Abbrennen von Pyrotechnik ein. Der 1. FC Magdeburg wird vom DFB immer wieder zu Geldstrafen verurteilt.

### Freundschaften
Zu DDR-Zeiten pflegten die Magdeburger keine freundschaftlichen Beziehungen zu den Fans der gegnerischen Vereine. Es herrschte eine allgemeine Abneigung und Rivalität gegen alle anderen Mannschaften der DDR-Oberliga. In den 1990er Jahren entwickelte sich eine enge Beziehung zu den Fans von Eintracht Braunschweig. Zwischen Magdeburg und Braunschweig besteht seit 1987 eine Städtepartnerschaft. Eine offizielle Fanfreundschaft zwischen beiden Fanlagern gibt es aber nicht. Eine enge Freundschaft besteht mit der Fanszene des polnischen Clubs Hutnik Kraków, die regelmäßig durch gegenseitige Besuche und Gesänge gepflegt wird.

### Rivalitäten

#### Hallescher FC
Die Rivalität zwischen Halle und Magdeburg und der Kampf um die Vorherrschaft in Sachsen-Anhalt begründen die Rivalität zwischen dem 1. FC Magdeburg und dem Halleschen FC. Diese Entwicklung ist der deutschen Wiedervereinigung geschuldet. Zu DDR-Zeiten waren Halle und Magdeburg gleichrangige Bezirkshauptstädte. Am 28. Oktober 1990 fand im Saal der Johann-Philipp-Becker-Kaserne in Dessau die erste konstituierende Sitzung des Landtages von Sachsen-Anhalt statt. Die 106 frei gewählten Volksvertreter hatten darüber abzustimmen, ob Magdeburg oder Halle Landeshauptstadt werden sollte. Halle unterlag knapp mit acht Stimmen: Das Ergebnis fiel mit 57 zu 49 Stimmen zu Gunsten von Magdeburg aus. Die Rivalität zwischen den beiden Vereinen hat sich erst in den späten 1990er-Jahren entwickelt.
Sportlich waren die Kräfteverhältnisse klar verteilt. Der 1. FC Magdeburg zählt zu den erfolgreichsten Vereinen in der Geschichte des DDR-Fußballs. Der Hallesche FC Chemie konnte nur wenige Erfolge vorweisen und nahm in der DDR-Oberliga überwiegend Mittelfeldplätze ein. Nach der deutschen Einheit wendete sich zunächst das Blatt: Der HFC qualifizierte sich in der Saison 1990/1991 für die 2. Bundesliga, während die Magdeburger in der Qualifikationsrunde zur 2. Bundesliga scheiterten und ab der Spielzeit 1991/92 in der drittklassigen Oberliga Nordost-Mitte antreten mussten. Nach dem Abstieg der Hallenser trafen beide Vereine zwei Jahre in der Oberliga Nordost-Mitte aufeinander. Anschließend stürzten die Hallenser bis in die Verbandsliga Sachsen-Anhalt ab. Erst in den 2000er-Jahren kam es wieder zu regelmäßigen Begegnungen im Ligabetrieb. Im Mittelpunkt stand immer die Frage wer die Nummer 1 in Sachsen-Anhalt ist. In der Regel schnitt der 1. FC Magdeburg besser ab, als der Hallesche FC. Allerdings hängte der HFC unter Trainer Sven Köhler den FCM, zwischen 2008 und 2015, ab. Der Verein entwickelte sich zu einem Spitzenteam der Regionalliga Nord und stieg in der Saison 2011/12 in die 3. Liga auf. Die Magdeburger kämpften zwischenzeitlich gegen den Abstieg in die Fünftklassigkeit. Nach dem Aufstieg des 1. FC Magdeburg in die 3. Liga 2015, änderten sich die Kräfteverhältnisse wieder: Der FCM übernahm wieder die sportliche Vorherrschaft im Land. Beide Vereine trafen in ihrer Geschichte in 106 Pflichtspielen aufeinander: Magdeburg konnte 48 Siege einfahren, der Hallesche FC 37, 21 Partien endeten Remis. Im Sachsen-Anhalt-Pokal ist der FCM mit 13 Titeln Rekordsieger. Der HFC konnte den Pokal 10 Mal gewinnen. Mit der Etablierung der vorherrschenden Fanszenen, der „Blue Generation“ auf der einen und der „Saalefront“ auf der anderen Seite, wird der Derbycharakter vor allem durch spektakuläre Choreographien untermauert. Am 1. Oktober 2016 wurde ein Anhänger des 1. FC Magdeburg bei einem Sprung aus einem fahrenden Regionalzug am Bahnhof in Haldensleben schwer verletzt. Der 25-jährige trug ein T-Shirt mit den Insignien von Block U, der Ultragruppierung des FCM. Er war auf dem Weg in sein Heimatort Barleben. Mit der Bahn reiste auch eine 80-köpfige Fangruppe des Halleschen FC, die sich auf der Rückreise vom Auswärtsspiel bei Fortuna Köln befand. Die Hallenser bemerkten den FCM-Fan, attackierten ihn verbal und forderten ihn auf, sein Shirt abzugeben. Der Magdeburger geriet in Panik, zog die Notentriegelung und sprang, nachdem der Zug den Bahnhof verlassen hatte, aus der Tür. Er erlag am 12. Oktober 2016 nach elf Tagen im Koma seinen schweren Verletzungen. Obwohl die FCM-Fans die HFC-Fanszene verantwortlich machen, blieb die Schuldfrage nach offiziellen Ermittlungen ungeklärt. Die Behörden sahen keinen Anhaltspunkt für eine Gewalttat. Am 21. Oktober 2019 kündigte die aktive Fanszene des 1. FC Magdeburg an, künftig alle Spiele gegen den Halleschen FC zu boykottieren. Das Sachsen-Anhalt-Derby hat seitdem an Bedeutung verloren. Am 19. Februar 2020 wurde der Fall in der Sendung stern TV thematisiert. Anschließend wurden die Ermittlungen wieder aufgenommen.

#### Dynamo Dresden
Partien zwischen dem 1. FC Magdeburg und Dynamo Dresden sind Risikospiele. Zwischen beiden Fanlagern besteht eine große Rivalität. Sie geht bis in die 1970er Jahre zurück, als beide Clubs regelmäßig um die Meisterschaft spielten. In Anlehnung an den spanischen El Clásico wird das Spiel zwischen dem FCM und Dynamo aufgrund seiner Bedeutung im ostdeutschen Fußball als Elb-Clásico bezeichnet. Bislang gab es 85 Begegnungen zwischen beiden Vereinen (Stand August 2025). Dynamo Dresden konnte 41 Spiele gewinnen, 23 gewann der 1. FC Magdeburg, 21 Partien endeten Unentschieden.

#### Hansa Rostock
In der Saison 2015/16 traf der 1. FC Magdeburg nach 25 Jahren in einem Punktspiel wieder auf Hansa Rostock. Das Hinspiel im Ostseestadion in Rostock wurde am 23. September 2015 von schweren Ausschreitungen beider Fanlager überschattet. Im Vorfeld des Rückspiels am 5. März 2016, reduzierte der FCM das Karten-Kontingent auf Empfehlung der Polizei von 2200 auf 700 Tickets, was in beiden Fanlagern einen Sturm der Entrüstung auslöste. Die Bilanz spricht für die Magdeburger. Von 81 Pflichtspielen konnte der FCM 34 gewinnen, 29 Siege gingen an Hansa, 18 Partien endeten Remis. Bis zur Saison 2023/24 spielten beide Clubs in der 2. Bundesliga.

### Fanclubs und Organisationen

#### Fanclubs
Der 1. FC Magdeburg hat derzeit 203 registrierte Fanclubs. Dort sind über 3400 Fans organisiert, wovon 1569 Mitglied beim Verein sind (Stand Mai 2025). Momentan sind 88 Fanclubs direkt in Magdeburg und 159 insgesamt in Sachsen-Anhalt beheimatet. Seit 2015 gibt es einen offiziellen FCM-Fanclub in Vietnam. Weitere befinden sich in Dubai und im japanischen Sendai. Im Oktober 2024 hat sich ein Fanclub aus Tansania und Anfang März 2025 aus Kanada beim 1. FC Magdeburg angemeldet. Auch in Österreich und Ungarn gibt es Fanclubs des 1. FC Magdeburg.
Innerhalb der Fanszene bildeten sich Ende der 1970er Jahre die ersten Fanclubs, die mit selbstgemachten Schärpen und eigenen Fahnen auftraten. Die prominentesten Fanclubs zu DDR-Zeiten waren die Domspatzen, 100 H, Fanclub 79, Blau-Weiße Wölfe und die Ankerfront. Mitte der 1980er Jahre wurde auch der Staat auf die Fußball-Fanclubs aufmerksam, sodass Ordner die Aufgabe hatten, Kontrolle über „ihre“ Fanclubs zu bekommen. So bestand die Möglichkeit, sich als Fanclub offiziell anerkennen zu lassen. Um die Fanclubs zu einer Registrierung zu bewegen, wurden einige „Köder“ ausgelegt. So bestand u. a. mit der eigenen Vorstellung im Programmheft oder der Teilnahme an vom Verein organisierten Fanclub-Turnieren die Möglichkeit, sich vorzustellen. Eine genaue Zahl der damals „organisierten“ Fanclubs lässt sich heute nicht mehr recherchieren, allerdings verweigerten auch fast alle „aktiven“ Fanclubs eine Registrierung. Wollte ein Fanclub in der Szene anerkannt sein, dann ging das nur ohne Registrierung. Der 1. FCM hatte vor der Wende offizielle und inoffizielle Fanclubs auf dem gesamten Gebiet der DDR. Mit dem sportlichen Niedergang reduzierte sich auch die Anzahl der Fanclubs. So waren 2006 nur noch 20 Fanclubs beim Verein gemeldet. In den vergangenen Jahren wurde auch durch eine verstärkte Arbeit mit den Fanclubs die Zahl auf aktuell 171 erhöht.

#### Organisationen
Nach der Insolvenz wollten die Fans mehr Einfluss auf die Vereinsarbeit nehmen, um die eigenen Interessen stärker zu vertreten. Aus diesem Grund wurde am 26. Juli 2002 der FanRat e. V. gegründet. Er verfolgt ausschließlich und unmittelbar gemeinnützige Zwecke. Sein Ziel ist die Unterstützung des 1. FC Magdeburg in Fragen der Fanbetreuung, Vereinsarbeit und Traditionspflege. Der Verein fördert das Zusammenwirken der Fans durch Aktionen und Veranstaltungen jeglicher Art. Der Zweck ist die Unterstützung des Fußballsports in Magdeburg. Die Mitglieder engagieren sich ehrenamtlich. Besondere Aktionen in der Geschichte des FanRat e. V. waren eine Unterschriftensammlung im Jahr 2003, als er 30.000 Unterstützer für den Bau der MDCC-Arena gewann, sowie 2014 die Stiftung des Heinz-Krügel-Denkmals.
Neben der Fanarbeit beim 1. FC Magdeburg gibt es das vereinsunabhängige Fanprojekt Magdeburg. Die Arbeit orientiert sich an den gesetzlichen Bestimmungen des SGB VIII (Kinder- und Jugendhilfegesetz) und am Nationalen Konzept Sport und Sicherheit. Träger ist der größte Verband der Freien Wohlfahrtspflege in Sachsen-Anhalt: Der Paritätische. Das Fanprojekt ist eine zentrale Anlauf- und Beratungsstelle für alle Fans und Fußballinteressierte. Es bietet Unterstützung beim Ausleben der Fankultur (z. B. bei der Durchführung von Choreografien) und anderen Aktionen rund um den Fußball in Magdeburg an. Des Weiteren vermitteln die Mitglieder bei Konflikten zwischen Fans, Verein und Polizei. Außerdem bietet das Fanprojekt Magdeburg Jugendlichen die Möglichkeit, in einem offenen Treff mit Gleichgesinnten in Kontakt zu treten und eigene Veranstaltungen umzusetzen. Regelmäßig werden Lesungen und Podiumsdiskussionen für Fußballfans organisiert. Jugendliche haben die Möglichkeit gemeinnützige Stunden abzuleisten. Ein wichtiger Arbeitsbereich des FCM-Fanprojekts ist die Unterstützung der Fans bei Heim- und Auswärtsspielen.
Im Jahre 2015 wurde die Fanhilfe Magdeburg e. V. gegründet. Der Verein versteht sich als Solidargemeinschaft von Fans des 1. FC Magdeburg. Er unterstützt alle Fans, die vor, während oder nach den Spielen in Konflikte geraten. Anlass der Gründung war das Auswärtsspiel gegen die zweite Mannschaft des 1. FC Union Berlin am 9. Dezember 2014, als aus einer kleinen Fan-Gruppe heraus Flaschen geworfen wurden, wurde für alle Auswärtsfans ein Stadionverbot auf Bewährung verhängt.